# ル・マレ

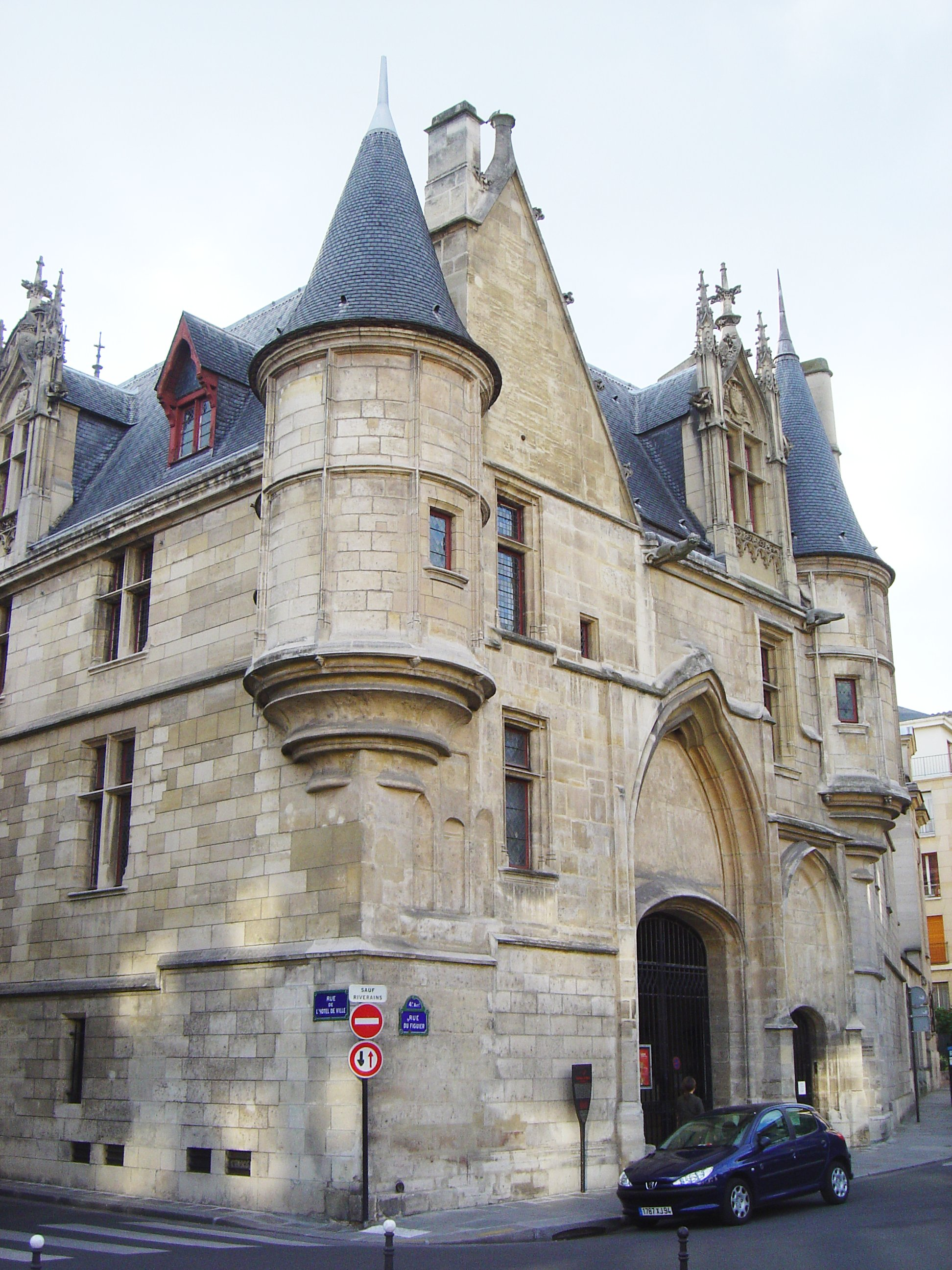
オテル・ド・サンス

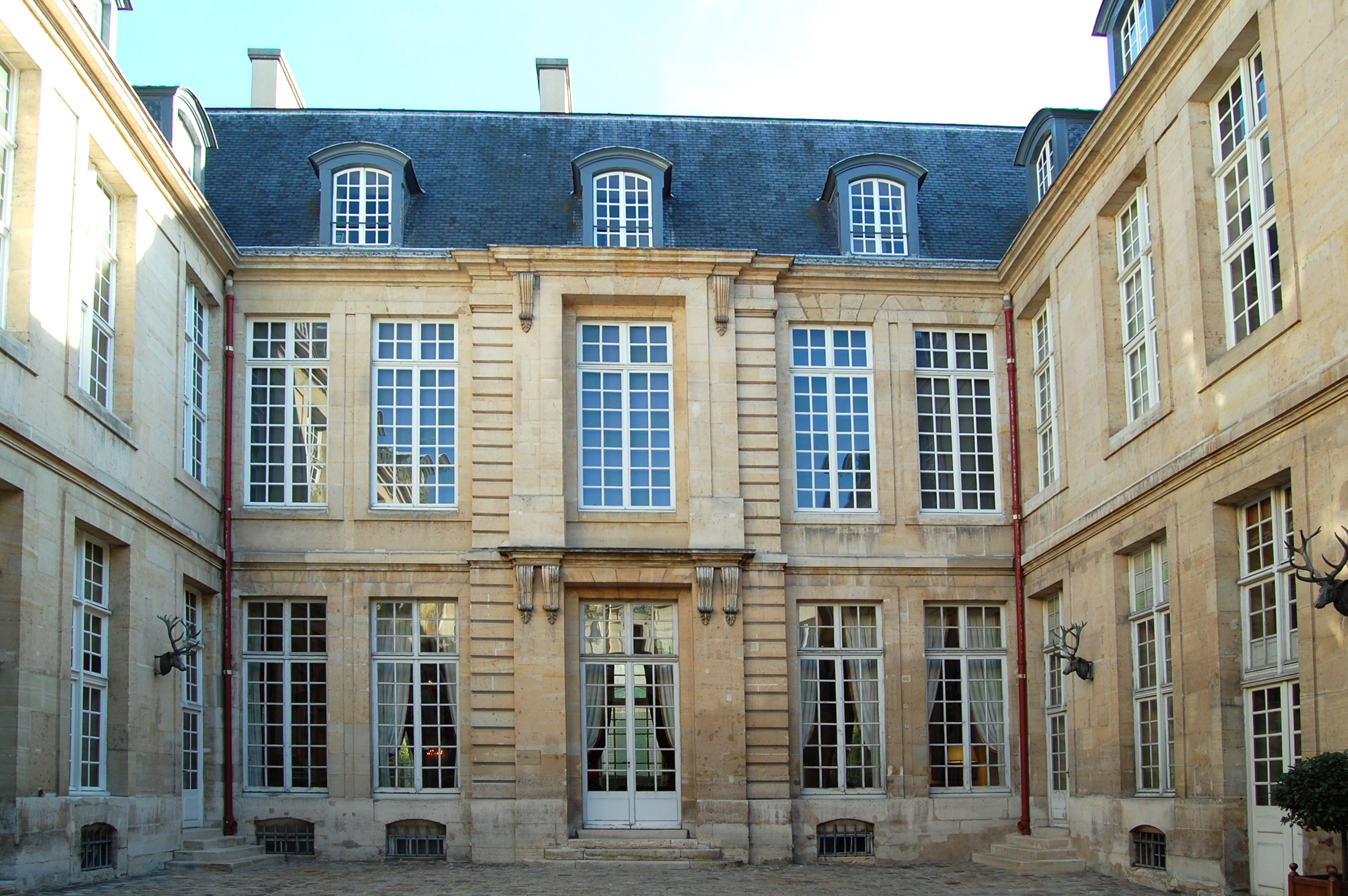
オテル・ド・ゲネゴー

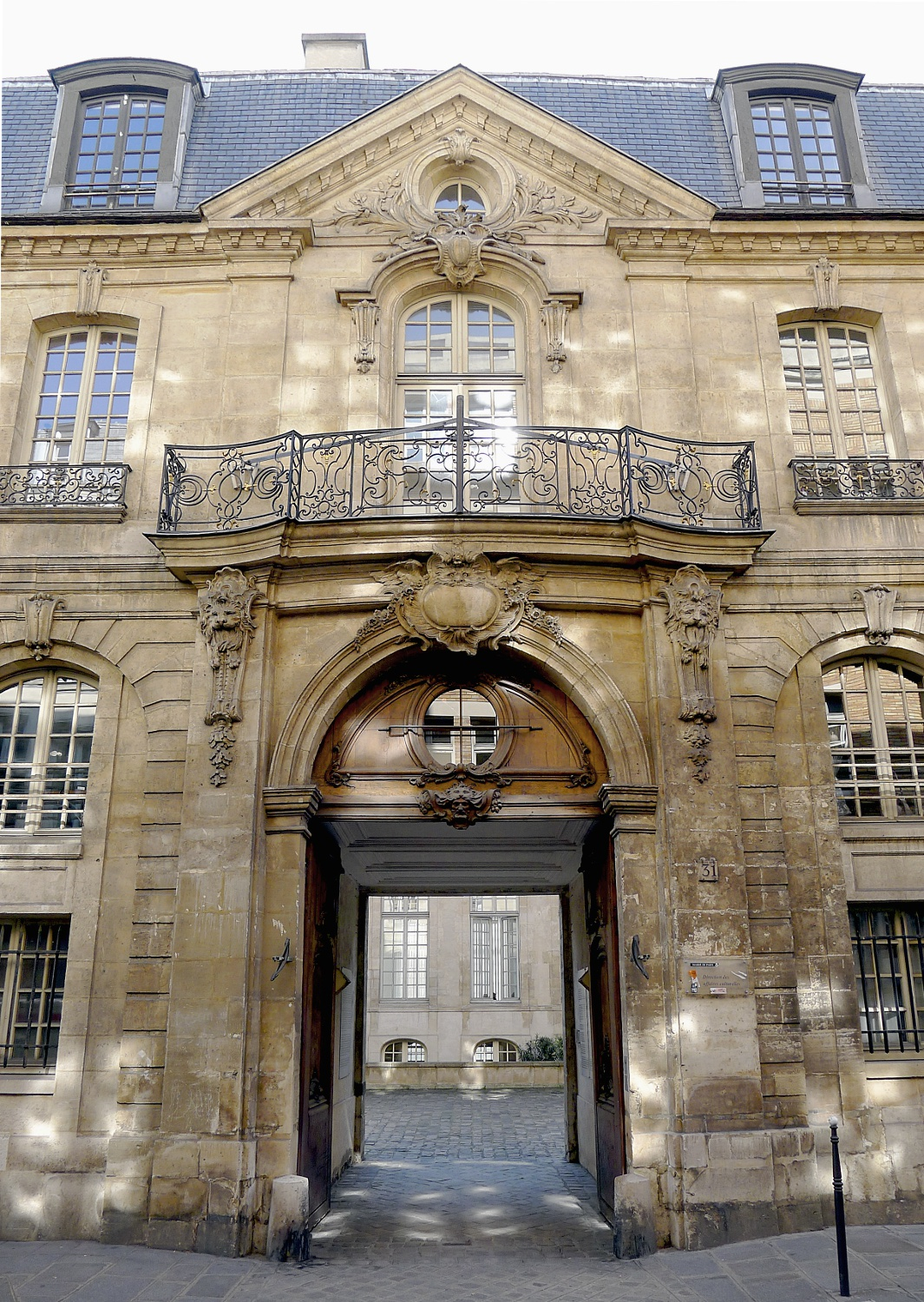
オテル・ダルブレの玄関

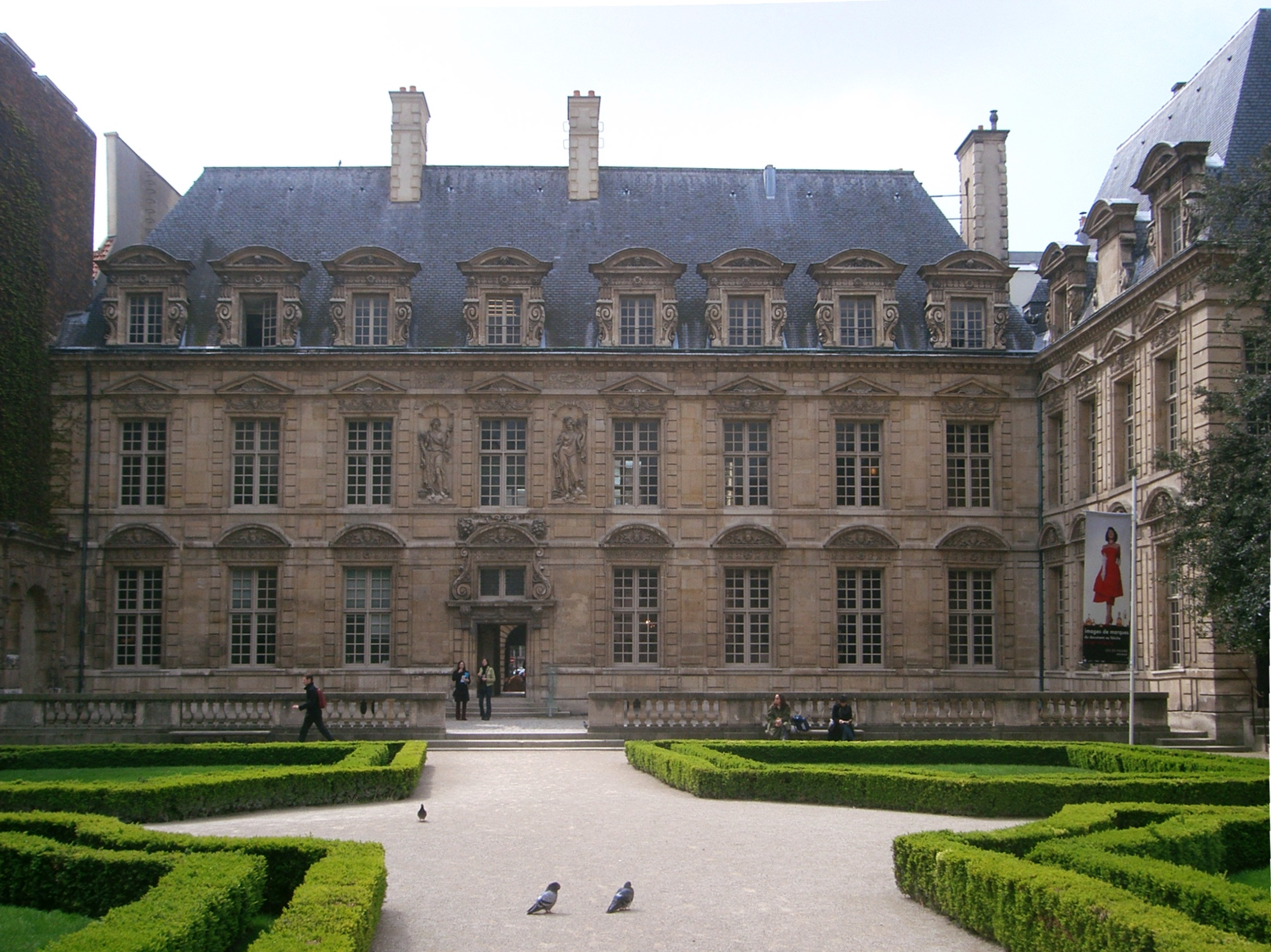
ヴォージュ広場に近いシュリー館の庭園

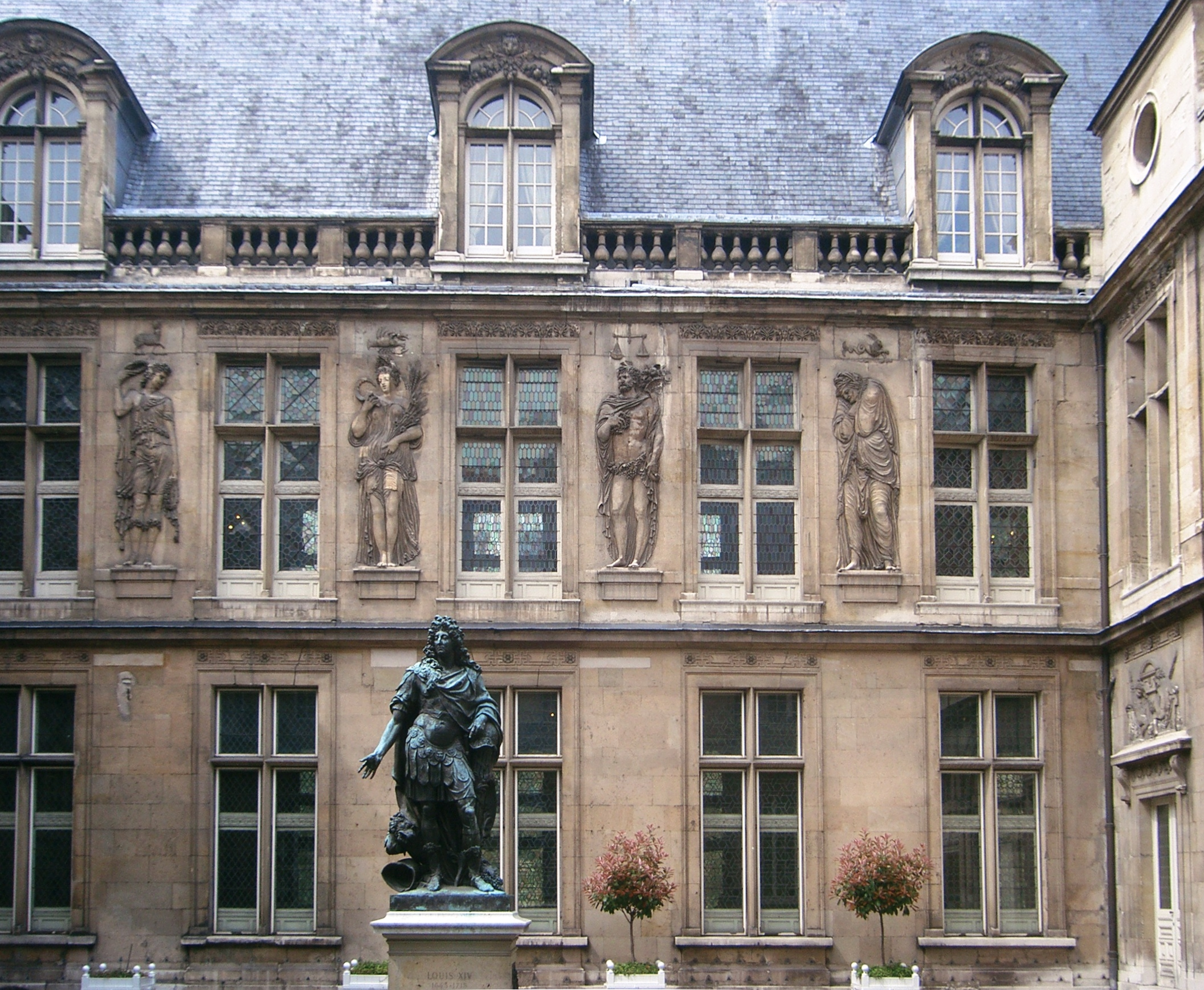
カルナヴァレ博物館の中庭

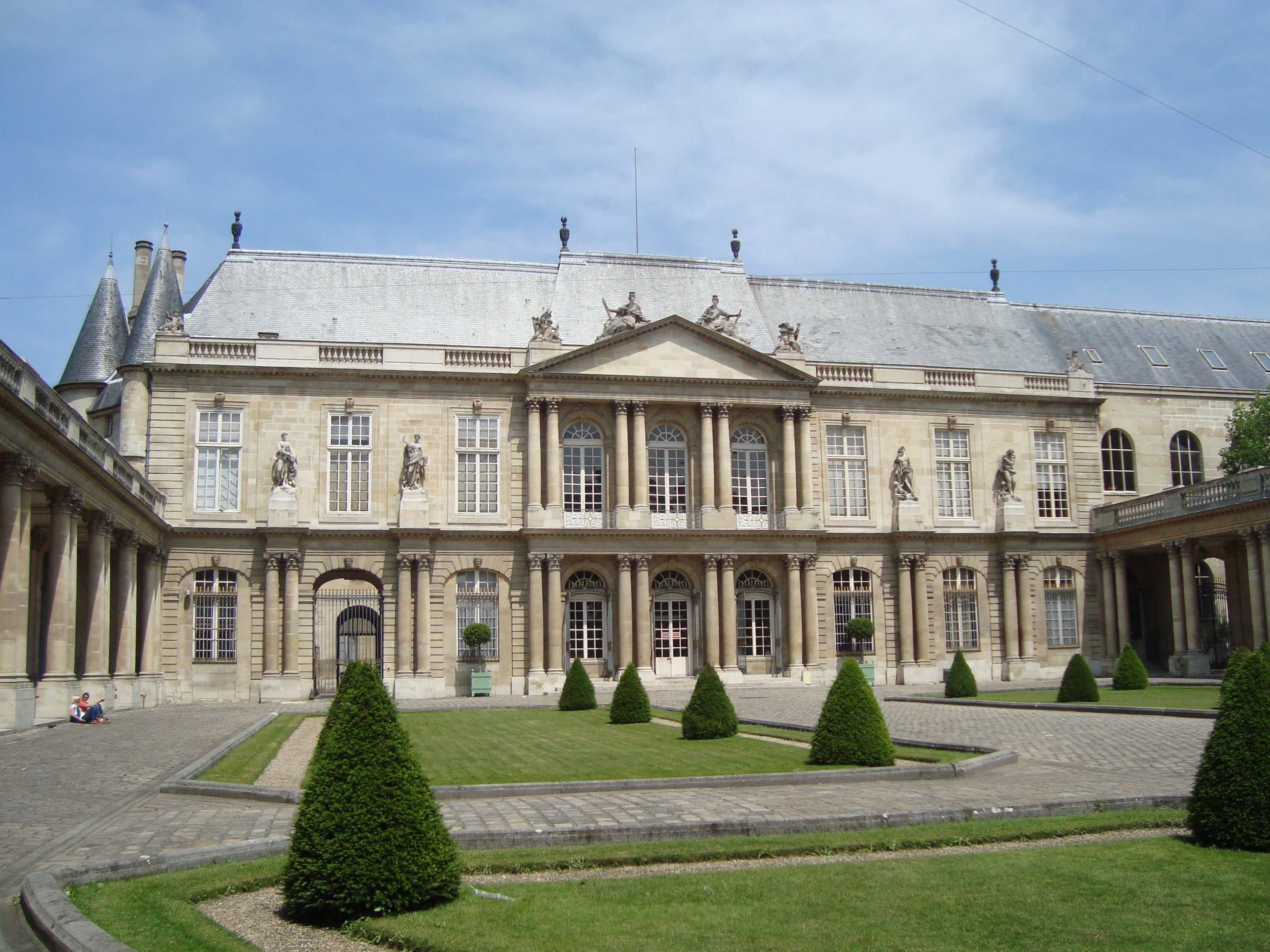
オテル・ド・スービーズの屋敷

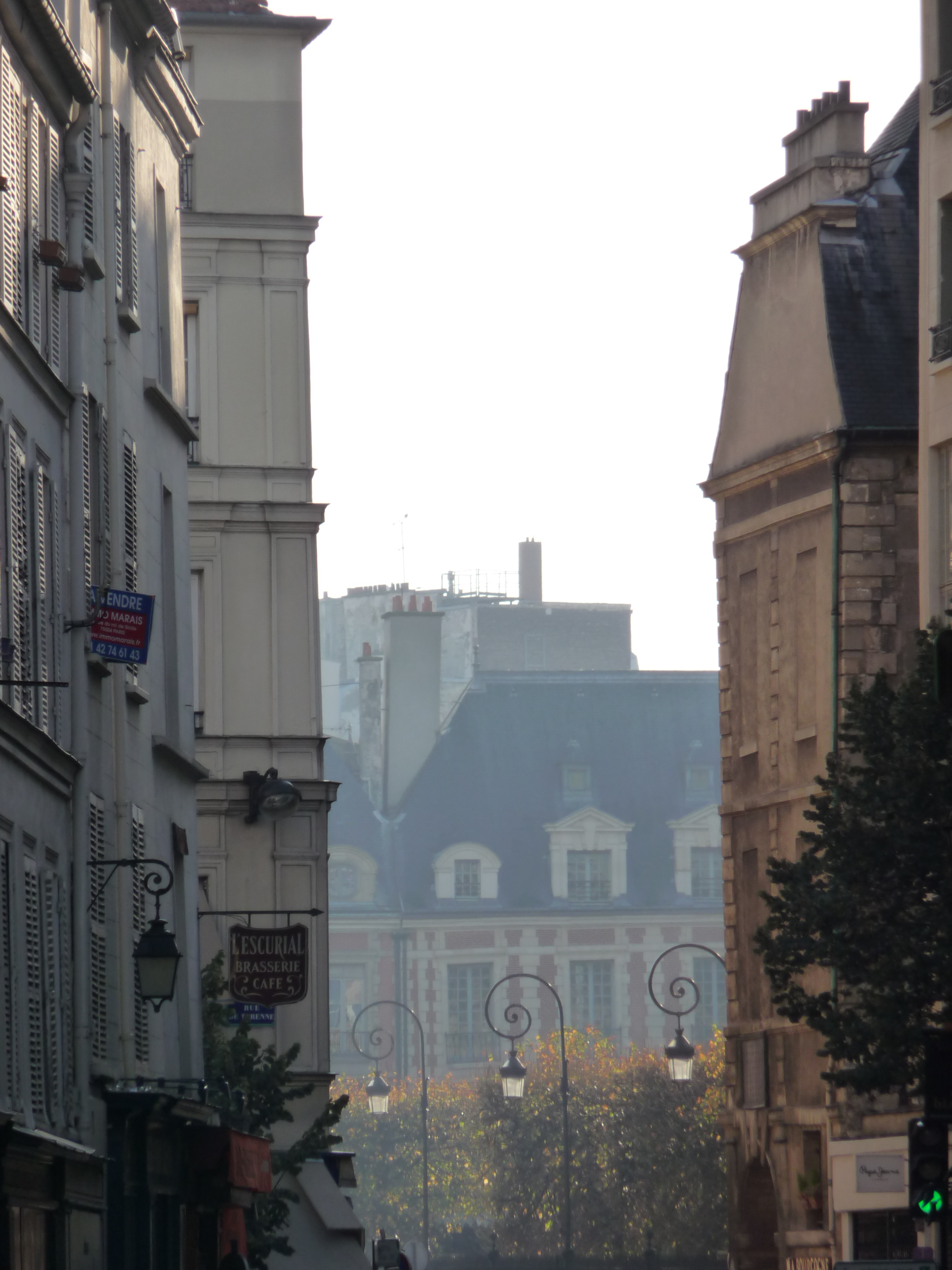
フラン・ブルジョワ通りから東側、ヴォージュ広場方向を見た景色

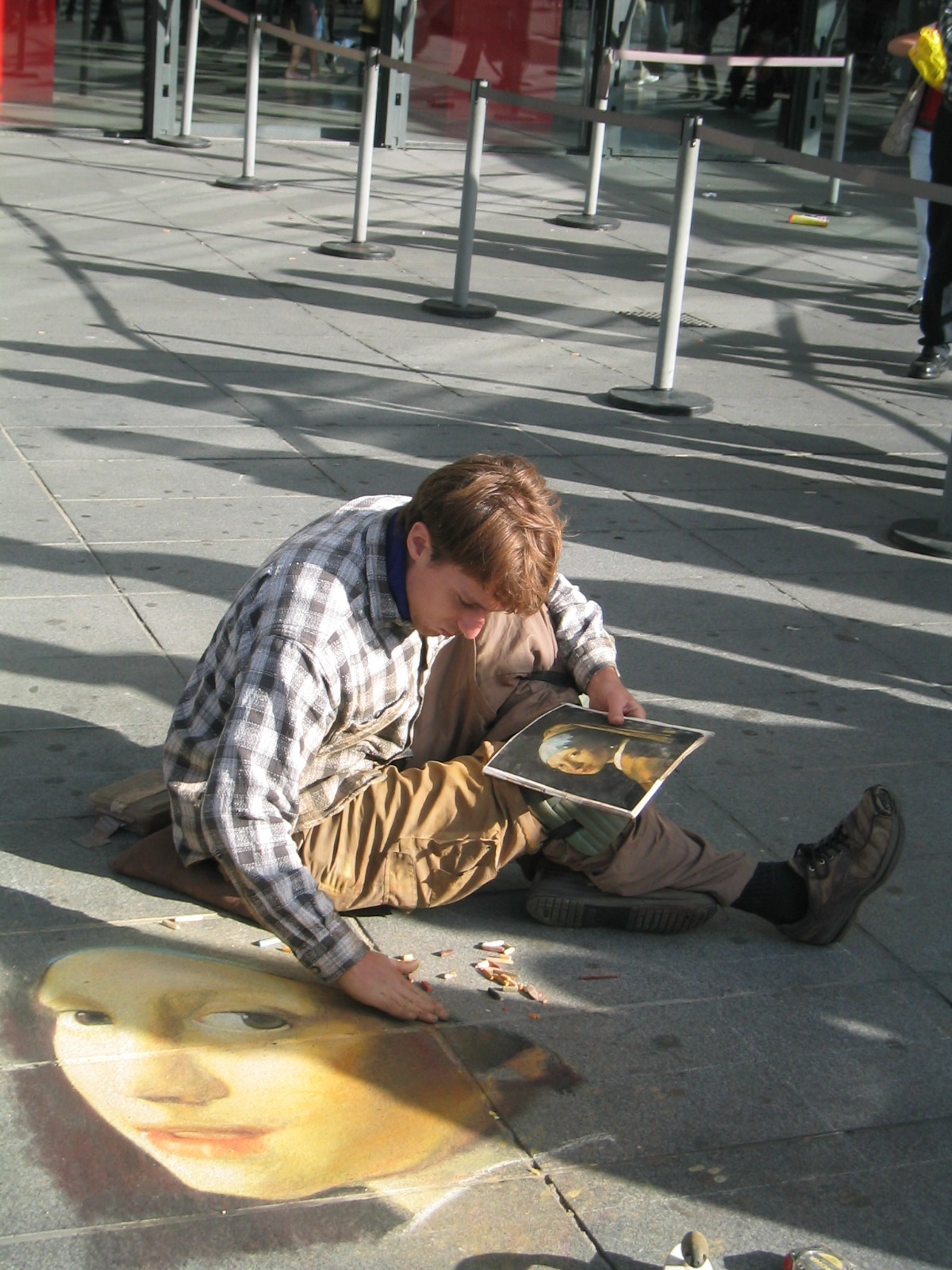
ストリート・アーティストがフェルメールの「真珠の耳飾りの少女」を歩道に描いているところ(2005).

ル・マレ（Le Marais）は、フランス、パリの歴史的地域である。長く貴族が居住した地域であり、歴史・建築的重要性の高い多くの優れた建造物がある。パリの3区から4区にかけて広がっている地域であり、日本ではマレ地区の名で知られる。リーヴ・ドロワト（Rive Droite）と呼ばれるセーヌ川右岸の地域にある。

## 歴史

### パリの貴族街
1240年にテンプル騎士団は要塞化工事を施した教会をマレ地区の北側、パリの城壁の外側ほど近くに建設した。タンプル塔によってこの地区は魅力を増し、タンプル地区 (Quartier du Temple）として知られるようになった。また、サント＝カトリーヌ＝デュ＝ヴァル＝デゼコリエ教会 (Sainte-Catherine-du-Val-des-Écoliers) と並び、ブラン・マントー (Blancs Manteaux) やサン＝クロワ・ド・ラ・ブルトヌリ、カルム＝ビエット (Carmes-Billettes) 女子修道院などの数多くの宗教施設が近隣に建設された。
13世紀、ルイ9世の弟シチリア王であるシャルル・ダンジューは、自身の邸宅を現在のセヴィニエ通り7番近くに建てた。14世紀に入った1361年、シャルル5世はオテル・サン＝ポール (サン＝ポール館、Hôtel Saint-Pol) として知られる邸宅を建て、シャルル5世及びその子シャルル6世の治世において宮廷ないし王宮が置かれた。 
その頃の百年戦争の時代を挟んだ16世紀にかけて、サン＝ポール館の他、トゥルネル館 (Hôtel des Tournelles) が建てられ、イングランド王フランス摂政ベッドフォード公爵ジョン・オブ・ランカスター、ルイ11世、フランソワ1世、アンリ2世らが居住ないし滞在した。
17世紀に入り1605年、「王の広場」（現在のヴォージュ広場）がブルボン朝創始者アンリ4世のもとで設計されて以降、マレ地区はフランス貴族に居住地として人気があった。フランスの貴族は自分たちの本邸をマレ地区に建てた。オテル・ド・サンス (Hôtel de Sens)、オテル・ド・シュリー (Hôtel de Sully)、オテル・ド・ボーヴェ (Hôtel de Beauvais)、オテル・カルナヴァレ (Hôtel Carnavalet, 現在のカルナヴァレ博物館)、 オテル・ド・ゲネゴー (Hôtel de Guénégaud)、オテル・ド・スービーズ (Hôtel de Soubise) ･･などがその例である。

### ユダヤ人社会
貴族がフォブール・サンジェルマンへ移動し始めた後に、マレ地区はパリの主要なユダヤ人社会を抱える、活発で人気のある商業地域となった。19世紀から20世紀前半の間、プレッツルと呼ばれたロジエ通り (Rue des Rosiers) 付近の地区は多くの東欧系ユダヤ人（アシュケナジム）を迎え入れ、彼らによってマレ地区の服飾業への特化が加速した。しかし、第二次世界大戦の間、ユダヤ人社会はフランスを占領していたナチス・ドイツによって攻撃の対象とされた。
ロジエ通りは現在も、1990年代以降活気を取り戻したパリのユダヤ人社会の中心である。ユダヤ人によるイベントが告示され、書店はユダヤ人による書物に特化し、多くのレストランやその他の（安売りの）小売店などがカーシェールの食べ物を販売している。
マレ地区にはユダヤ芸術歴史博物館があり、芸術的・文化的遺産を通してユダヤ世界の歴史を追っている。
パヴェ通り10番にあるシナゴーグ（Agoudas Hakehilos Synagogue）は、ロジエ通りからそれほど離れていない。このシナゴーグはいくつかのメトロの駅も設計したアール・ヌーヴォーの建築家エクトール・ギマールによって1913年に設計された。
1982年、マレ地区のユダヤ人料理店で、複数人のテロリストが6人を殺害し22人を負傷させるゴールデンバーグレストラン事件が発生した。この事件は一般的には、20カ国でテロ事件を起こし900人以上を殺害または負傷させた、イスラーム系のアブ・ニダル組織の犯行とされる。

### 戦後の復興
1950年代までにこの地区は労働者階級の地区となり、地区内の優れた建築の多くが劣悪な補修状況に置かれていた。1964年、シャルル・ド・ゴール政権の文化大臣アンドレ・マルローは、マレ地区を最初の保存地区（secteur sauvegardé）とした。これらの保存地区は文化的に特に重要な地域や建築物を保護し、保存するために設けられた。その後の数十年で政府およびパリ市当局は、強力な復元活動および復興計画を実行した。
主要な、フランス式の大規模なタウンハウス（Hôtels particuliers）は修復が行われて美術館となった。オテル・サレ（Hôtel Salé）にはピカソ美術館があり、オテル・カルナヴァレ（Hôtel Carnavalet）にはカルナヴァレ博物館（パリ歴史博物館）が、オテル・ドノン（Hôtel Donon）にはコニャック＝ジェイ美術館があるといった具合である。マレ地区の西側にあるボーブール地区には欧州最大のコレクションを有する国立近代美術館が入った総合文化施設ポンピドゥー・センターがある。建設はレンゾ・ピアノとリチャード・ロジャースにより、1977年に革命的な建築として完成した。

## 今日のマレ地区
マレ地区は現在では、パリでも有数のアートギャラリーが集まる地域である。その復興に続いて、ソーホー等と比肩されるようにマレ地区は流行の発信地となった。多くの流行のレストランや高級ファッションメーカー、先端をいくギャラリーがある。
また、地区内にある中国人コミュニティ（中華街）も有名である。中国人コミュニティは第一次世界大戦中に現れ始めた。その時期、フランスは戦場にいる兵士たちの代わりの労働力を必要としており、中国は戦争に参加させないことを条件に数千人の市民を送ることを決めた。1918年の終戦後、彼らの一部はパリに残ることを決め、特に現在のメール通りの周辺に住んだ。今日、その多くは宝石店や皮革関連製品産業の中で働いている。マレ地区の中国人コミュニティは地区の北部、特にレピュブリック広場の周囲に定着した。レピュブリック広場に接したタンプル通りにパリの中国人教会がある。

### LGBTカルチャー
マレ地区は1980年代に始まったLGBTカルチャーの中心となった。多くのゲイカフェ、ナイトクラブ、キャバレー、ショップの存在が示すようにゲイの影響力が増している。 これらの施設は主にマレ地区の南西の部分に集まっており、多くがサン＝クロワ・ド・ラ・ブルトヌリ通りおよびアルシーヴ通りに面するかその近くにある。
パリにおけるLGBT関係の取引の40%がマレ地区におけるものである。Paris: 'Resting on its Laurels'? の著者のフローレンス・タマーニュは、著書の中でマレ地区は「人が生き、暮らす『村』というよりは歓楽街への玄関口である」と言い、またそのことこそがマレ地区をアングロアメリカのゲイ・タウンと異なるものにしているとも言っている。アメリカのゲイ・タウンと同じように、マレ地区は「商業主義、ゲイ・プライド、カミングアウトを重要視する」ともタマーニュは言っている。
ヨーロッパでも屈指の規模であるクルージングバー、ル・デポはマレ地区にある.

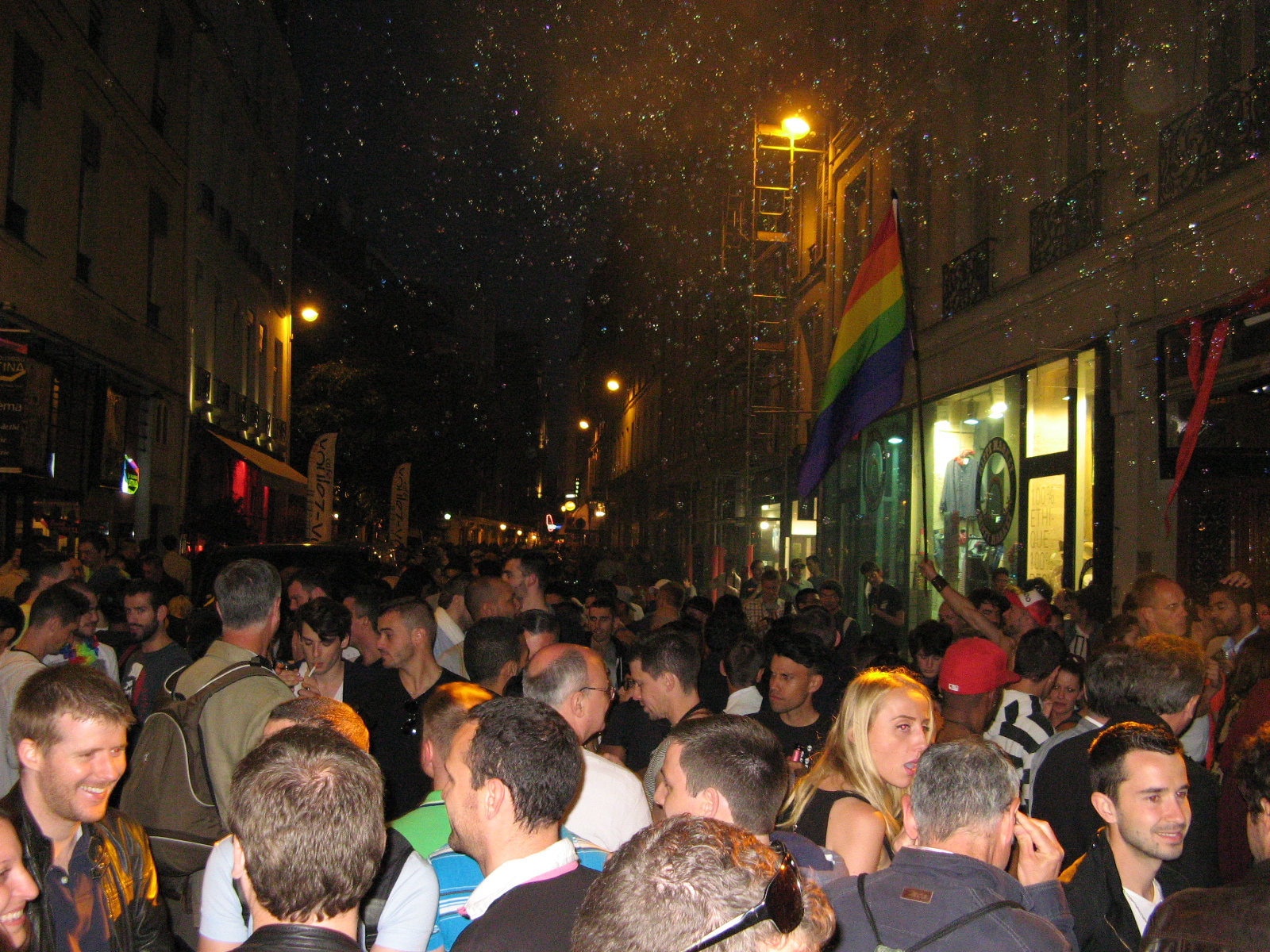
マレ地区のゲイ・タウン
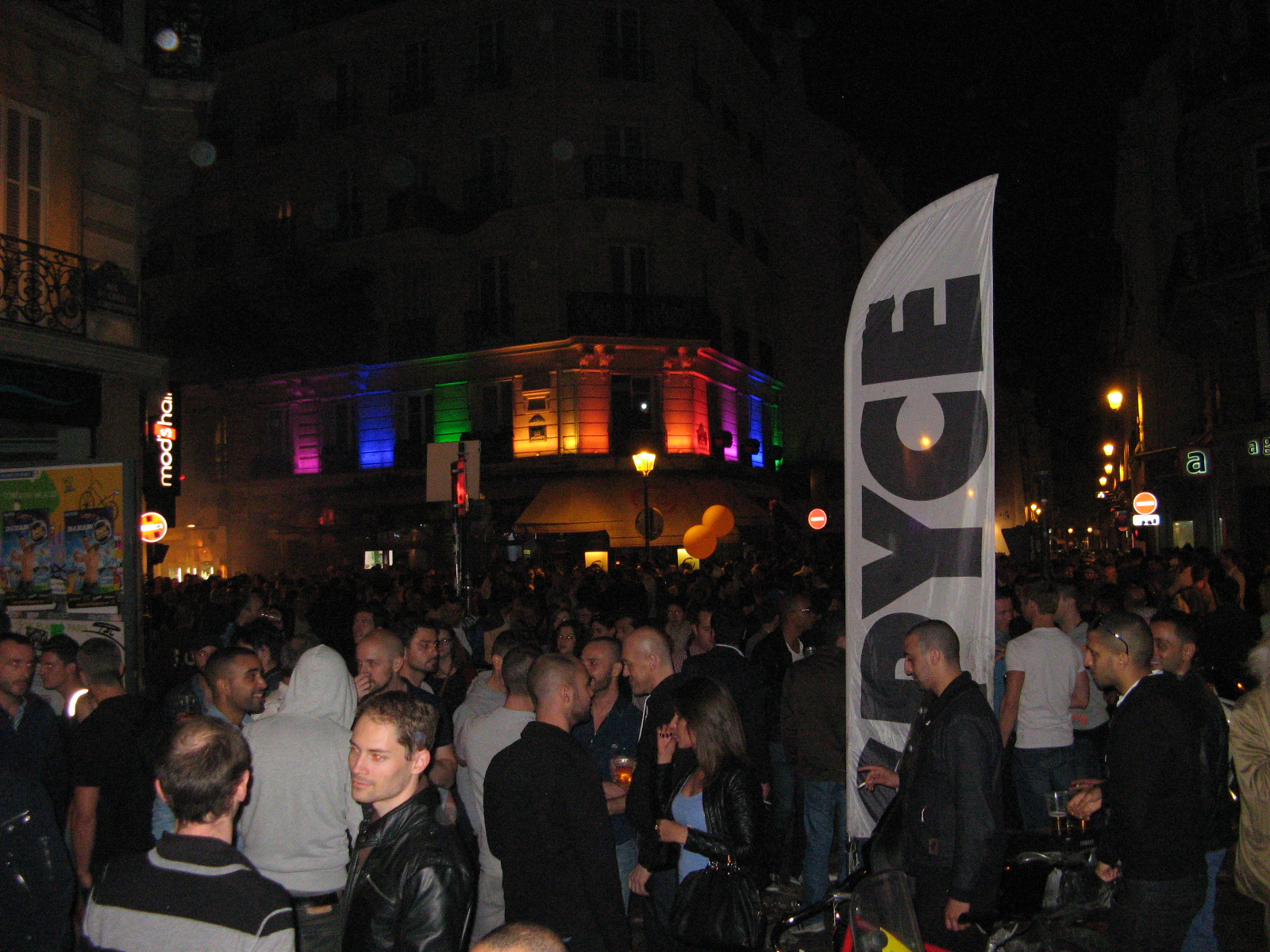

## 著名な居住者・出身者等

### 貴族
- アンヌ・ド・モンモランシー（16世紀のフランス元帥） - パリ4区フラン＝ブルジョワ通り29番地に居住。
- 初代シュリー公爵マクシミリアン・ド・ベテュヌ（ブルボン朝始祖アンリ4世の宰相）
- ルイ・フランソワ・アルマン・ド・ヴィニュロー・デュ・プレシ
- スービーズ公爵家（スービーズ公シャルル・ド・ロアンらロアン一族）
- ランブイエ侯爵夫人カトリーヌ・ド・ヴィヴォンヌ
- セヴィニエ侯爵夫人マリー・ド・ラビュタン＝シャンタル（書簡作家） - 擬態的文章が各方面でお手本とされた書簡作家。パリ4区ビラーグ通り11番地bis生まれ。同3区モンモランシー通り8番地に居住。
- ブランヴィリエ侯爵夫人（17世紀のシリアルキラー） - 1651年にブランヴィリエ侯爵と結婚し、現在のパリ4区シャルル五世通り (Rue Charles-V) 12番地のブランヴィリエ館（ないしドヴレ館）に居住。
- ニコラ・フーケ（ベル島侯爵およびムラン子爵およびヴォー子爵ニコラ・フーケ、法服貴族、大蔵卿） - パリ3区モンモランシー通り5番地に居住
- クレティアン＝ギヨーム・ド・ラモワニョン・ド・マルゼルブ（高級官僚、法服貴族） - パリ4区パヴェ通り (Rue Pavée) 24番地、ラモワニョン館（フランス語版）に居住。
  - フランス王国図書検閲局長時の寛容政策で当時の百科全書派勃興の契機となり、司法卿時にはパリ高等法院改革に着手し、王制に対する保守貴族ら既得権益層との利害対立がフランス革命の一因に。革命当時は進んでルイ16世弁護人となったため、1794年、ギロチン刑に処された。
- ポリニャック公爵夫人ヨランド・ド・ポラストロン（王妃マリー・アントワネットの女官総監） - パリ3区マレ地区ペイエンヌ通り (Rue Payenne) 11番地のマルル館 (Hôtel de Marle) に居住。
- アンヌ・ルイーズ・ジェルメーヌ・ド・スタール（スタール夫人、女流作家、批評家、フェミニストの走り） - パリ3区ミシェル＝ル＝コント通り28番地の hôtel d’Hallwyll 生まれ
- ジョルジュ・サンド（女流作家、フェミニスト） 
  - パリ3区メレー通り46番地 (旧15番地) 生まれの貴族の出。また、フレデリック・ショパン（作曲家）とは1838年のマヨルカ島への逃避行から始まり、アンドル県シャトールー近郊ノアンでサンドの子ら含め4人で同棲。ショパンが8区トロンシェ通り (rue Tronchet) 5番地に独居後、1839年から9区ピガル通り (rue Pigalle) 16番地のサンドの家で同棲。また、1846年から1847年頃まで夏季のヴァカンスの時期はノアンで過ごした。1842年に9区テブー通り (rue Taitbout) 80番地のスクワール・ドルレアン (Square d'Orléans) の隣同士の番地建物で暮らした。別れた後、ショパンはヴァンドーム広場界隈で居住死去。

### 政治
- マクシミリアン・ロベスピエール（フランス革命期の政治家、国民公会期の独裁者）
- ジャック・ラング（政治家）
- ドミニク・ストロス＝カーン（政治家）とアンヌ・サンクレール（Anne Sinclair、ジャーナリスト）夫妻

### 文化
- フランソワ・マンサール（建築家、バロック建築の代表格） - 現在のパリ5区、カルチエ名と被るフォーブール・サン＝ヴィクトール (Faubourg Saint-Victor) 生まれ。後年、3区マレ地区ペイエンヌ通り (Rue Payenne) に居住し亡くなる。
- ポール・スカロン（作家）とフランソワーズ・ドービニェ（のちにマントノン侯爵夫人）夫妻
  - フランソワーズ・ドービニェがルイ14世と貴賤結婚し、 宮廷に上がりマントノン侯爵夫人と名乗る前、現在のパリ3区マレ地区ペイエンヌ通り (Rue Payenne) 13番地のシャティオン館居住。
- ヴィクトル・ユーゴー（小説家） - ヴォージュ広場界隈に居住
- ジョン・ガリアーノ（イギリスのファッションデザイナー） - 居住
- ジム・モリソン（アメリカのミュージシャン） - 居住
- エマ・ワトソン（イギリス人の女優） - マレ地区生まれ[7]。

## 観光名所
- フランス国立中央文書館（Hôtel de SoubiseとHôtel de Rohanを含む）
- カルナヴァレ博物館
- ノートルダム＝デ＝ブラン＝マントー教会 (Notre-Dame-des-Blancs-Manteaux)
- サン＝ジェルヴェ＝サン＝プロテ教会 (Saint-Gervais-Saint-Protais)
- サン＝メリ教会 (Saint-Merri)
- サン＝ニコラ＝デ＝シャン教会 (Saint-Nicolas-des-Champs)
- サン＝ポール＝サン＝ルイ教会 (Saint-Paul-Saint-Louis)
- パリ市立史料館（フランス語版）（パリ歴史図書館、アングレーム・ラモワニョン館（フランス語版）） - カルナヴァレ博物館の向かいにある。
- オテル・ドーモン (Hôtel d'Aumont)
- オテル・ド・ボーヴェ (Hôtel de Beauvais)
- オテル・ド・サンス (Hôtel de Sens)
- オテル・ド・シュリー (Hôtel de Sully)
- ヴォージュ広場（ヴィクトル・ユーゴーの家とカフェのマ・ブルゴーニュ (Ma Bourgogne) を含む）
- コニャック＝ジェイ美術館
- ユダヤ芸術歴史博物館（サンタニャン (Saint-Aignan) 館内）
- パリ工芸博物館
- ピカソ美術館
- プレッツル (Pretzl) のユダヤ地区
- マレ寺院 (Temple du Marais)

## ギャラリー

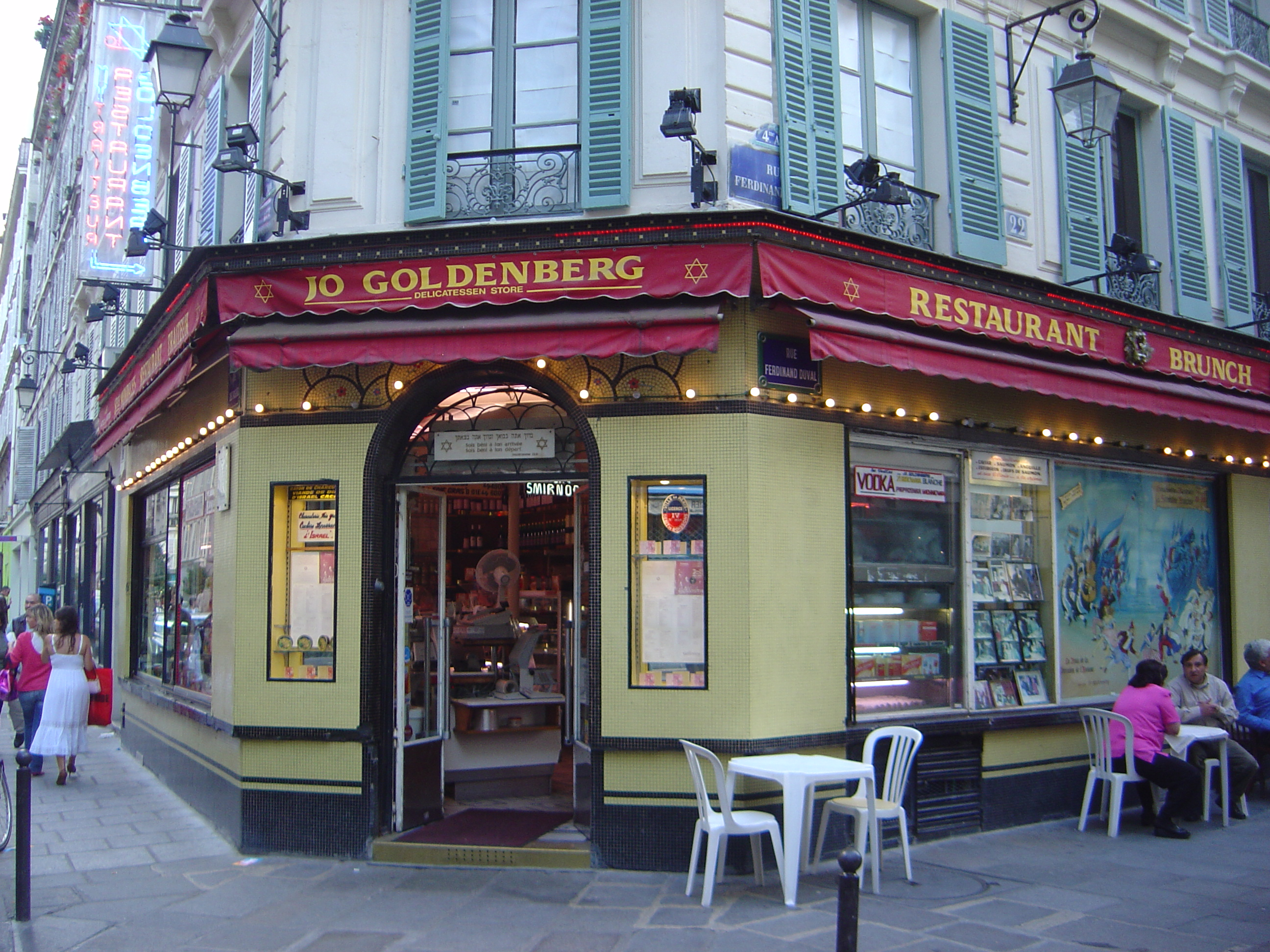
ロジエ通りにあるユダヤ・デリカテッセン Jo Goldenberg's Jewish delicatessen (現在店舗はなくなっている)。ゴールデンバーグレストラン事件 (Goldenberg restaurant attack) の発生場所になる。
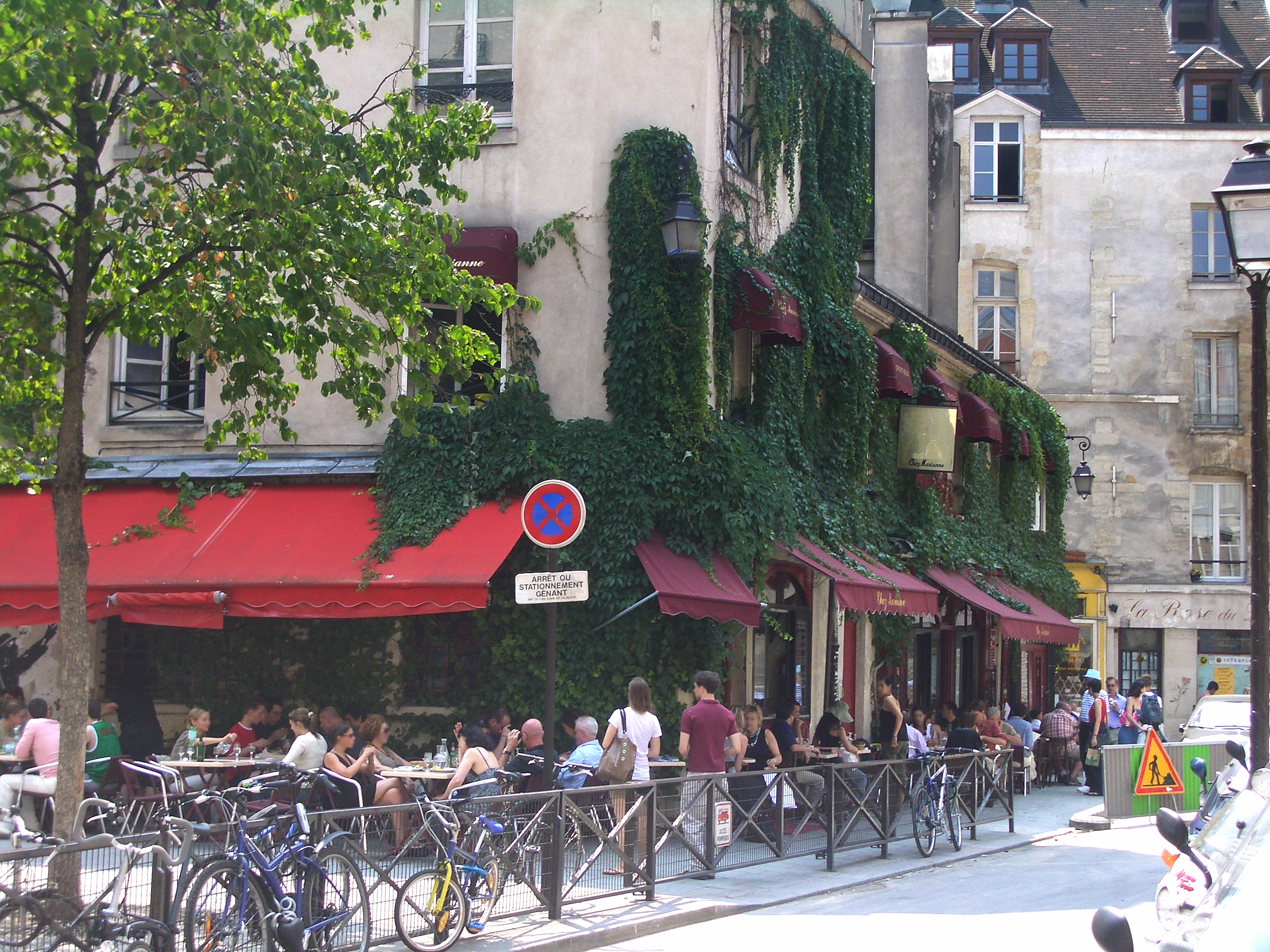
マレ地区のユダヤ料理レストラン Chez Marianne
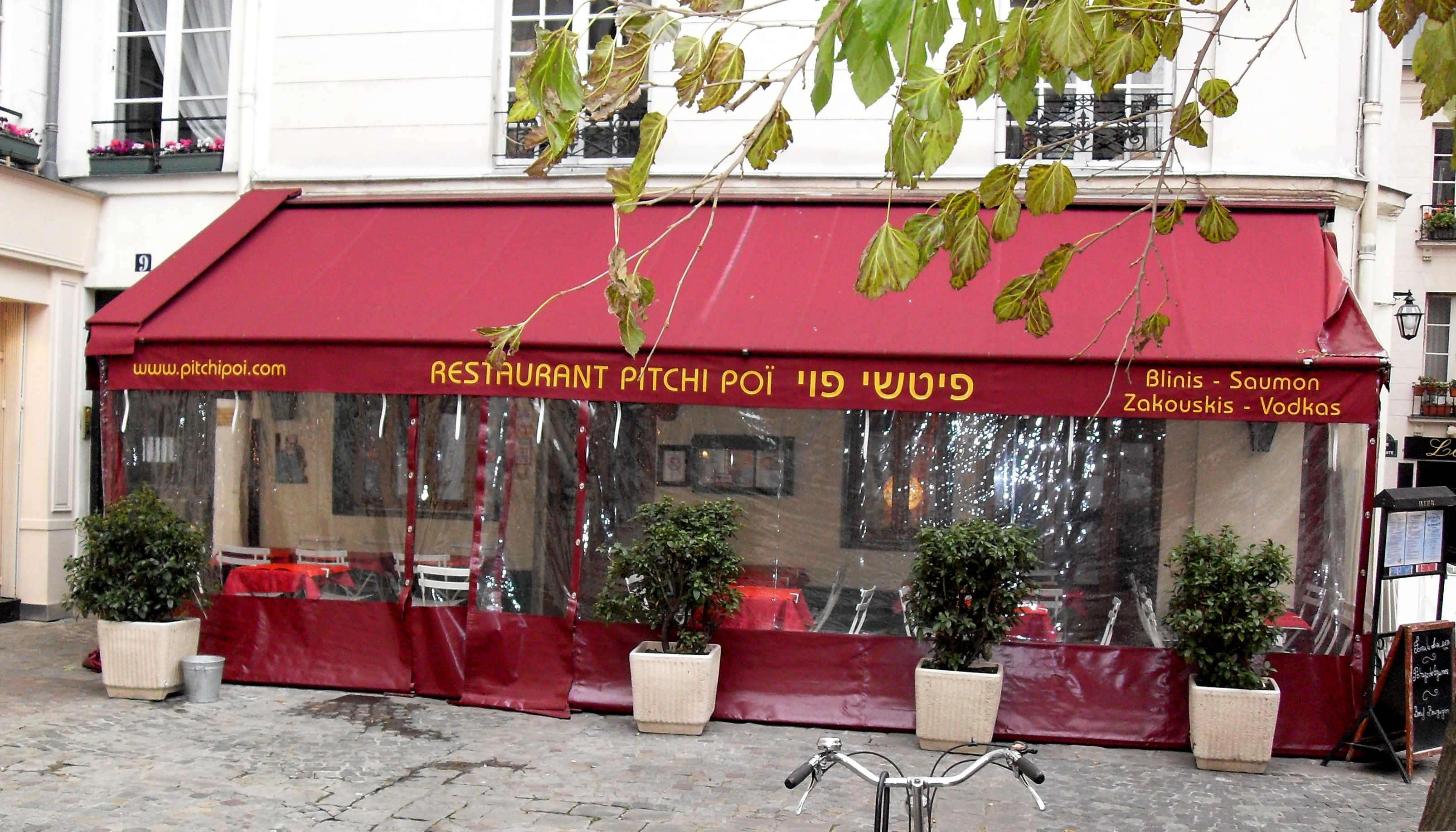
ユダヤ人が特に多いプレッツル地区(fr, サン＝ポール広場周辺界隈の通称)にあるレストラン Pitchi Poï
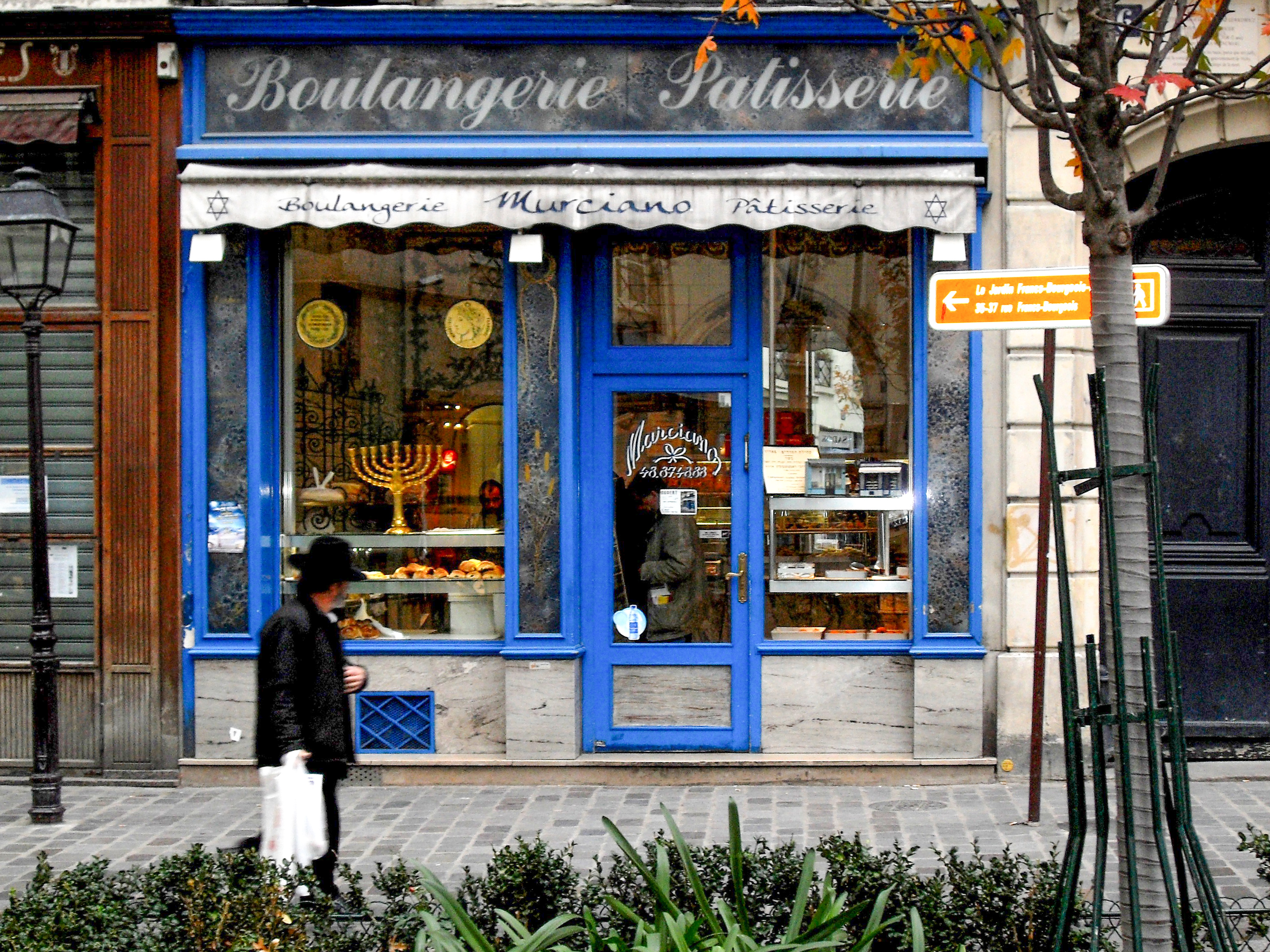
ロジエ通りにあるムルシアーノユダヤベーカリー
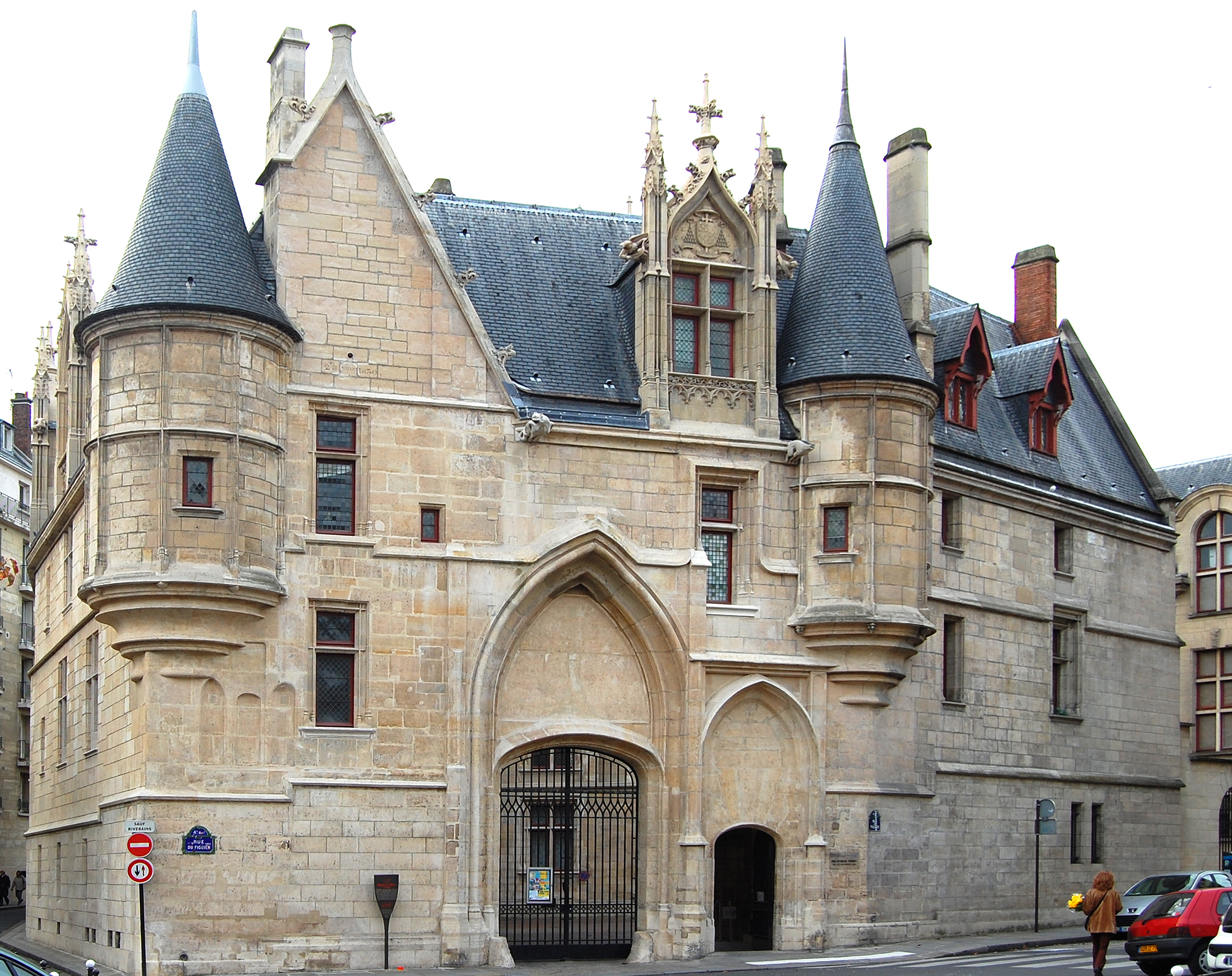
Hôtel de Sens
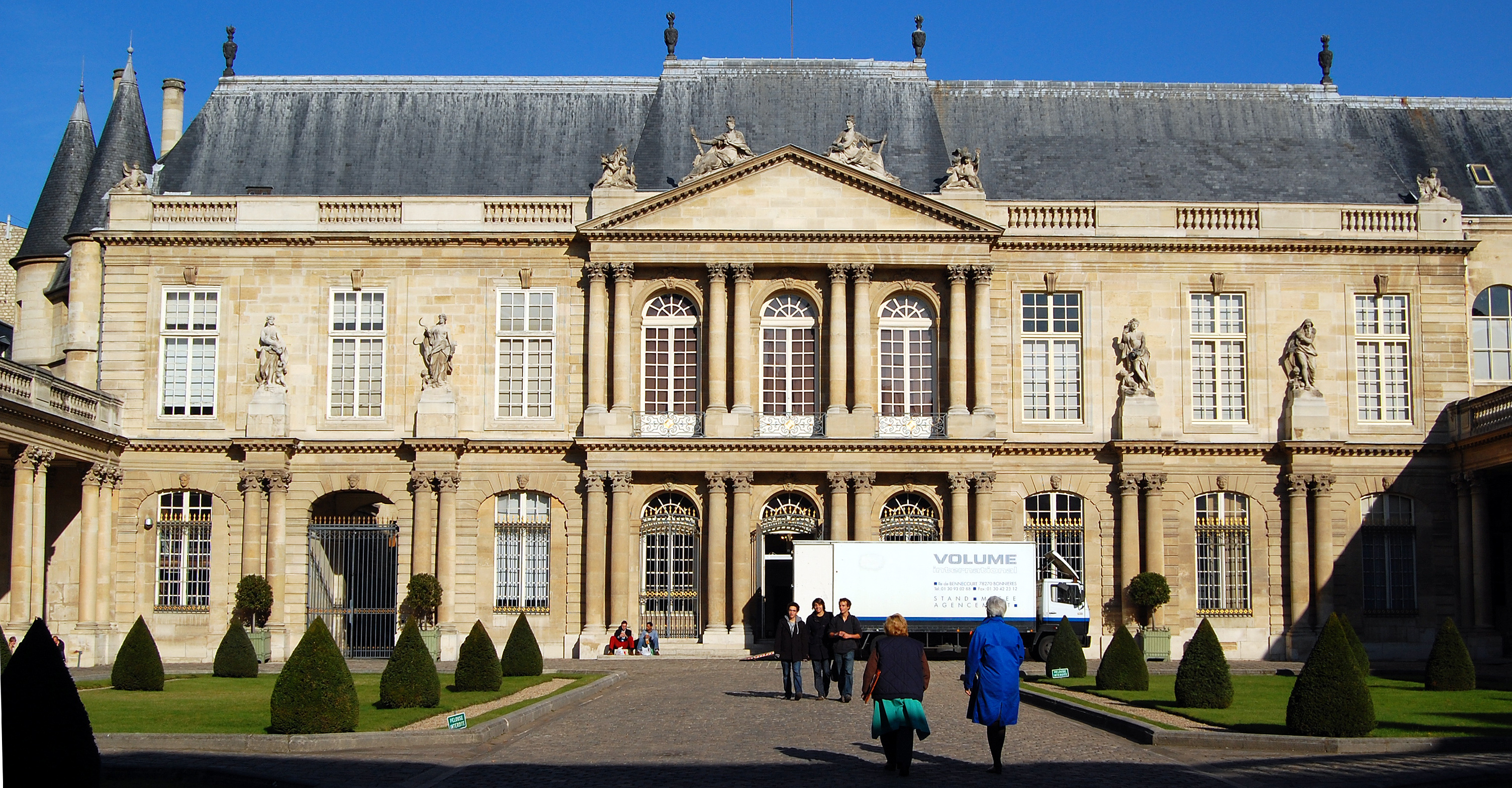
Hôtel Soubise
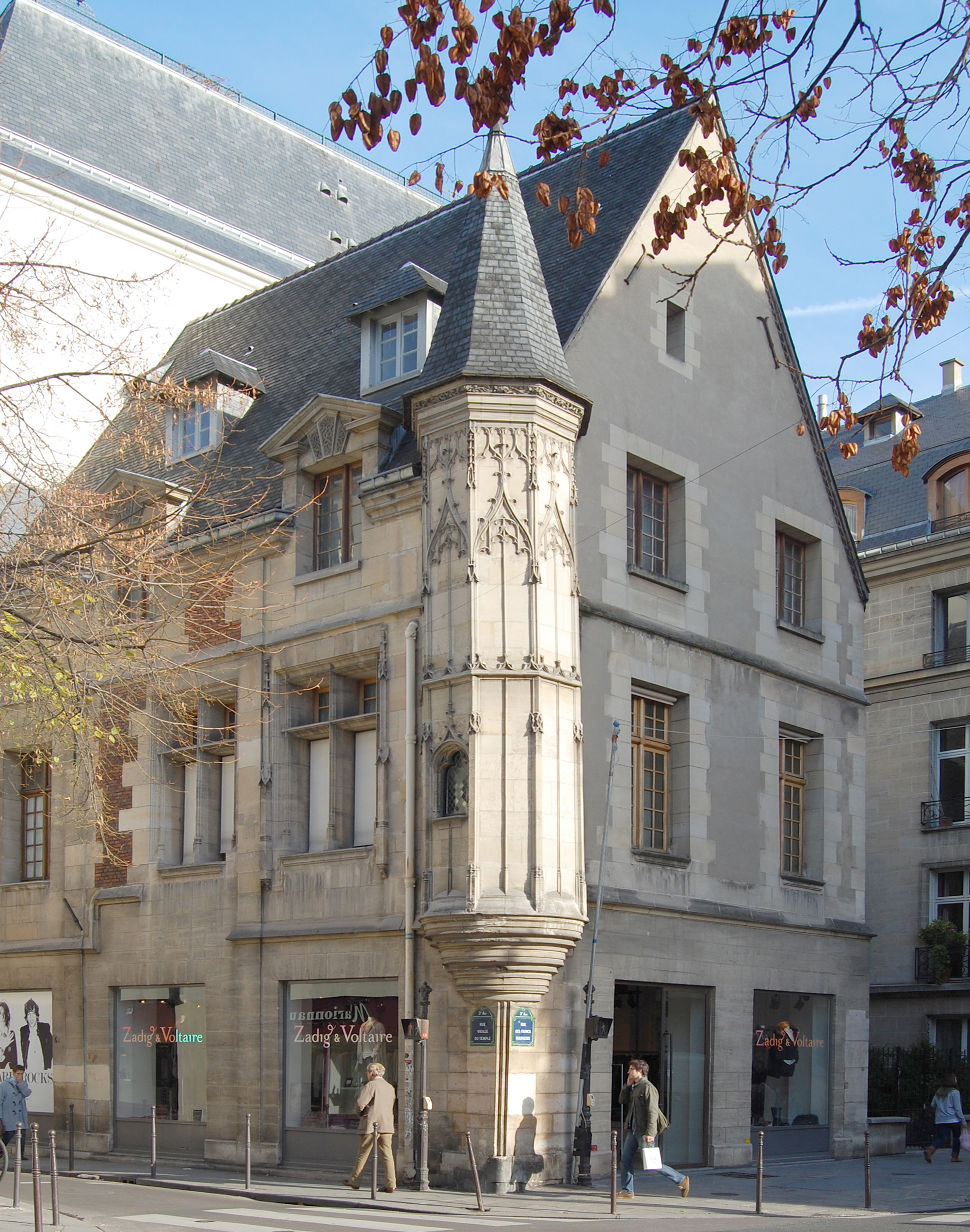
Maison de Jean Herouet
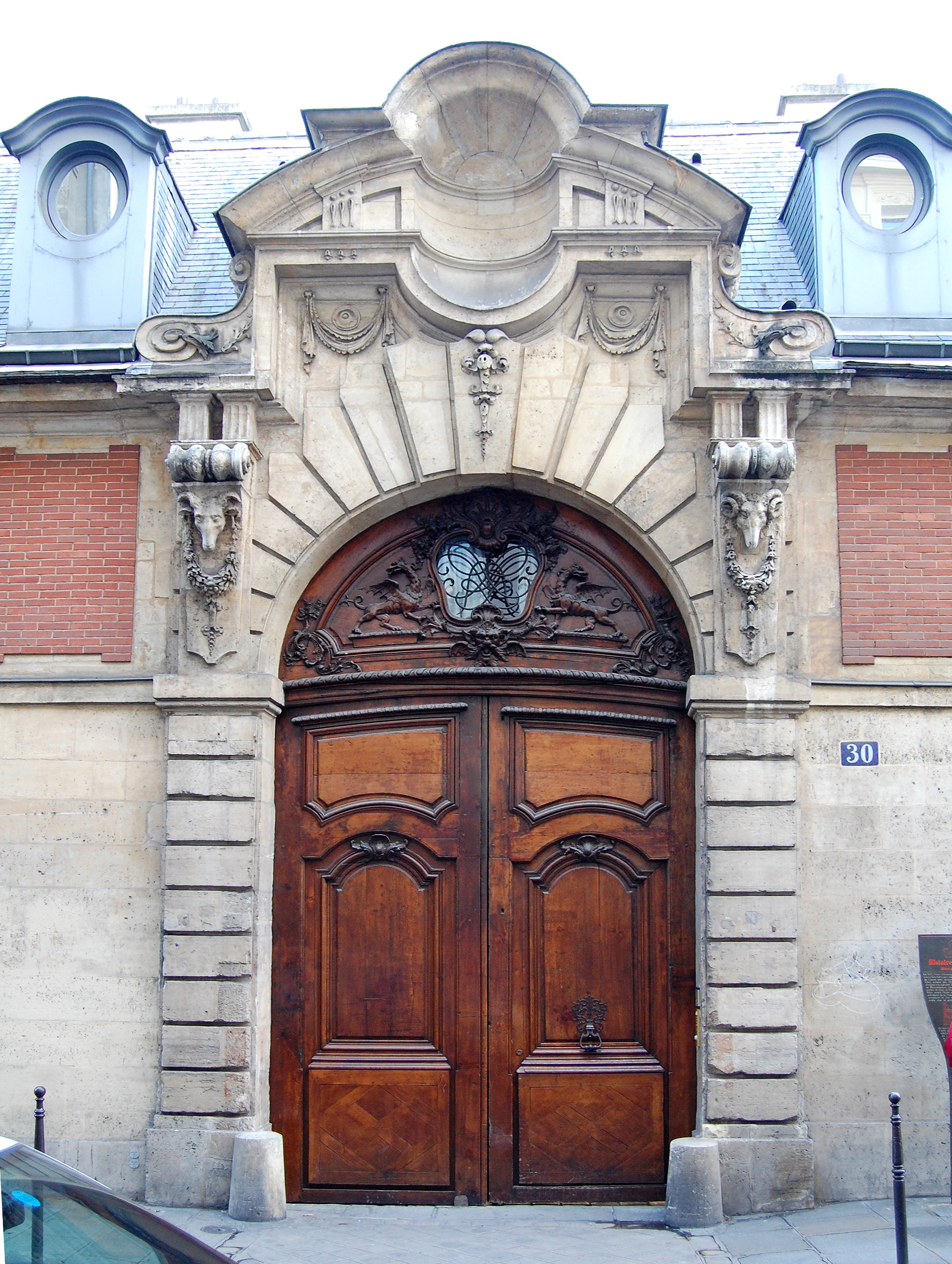
l'Hôtel d'Almerasの玄関
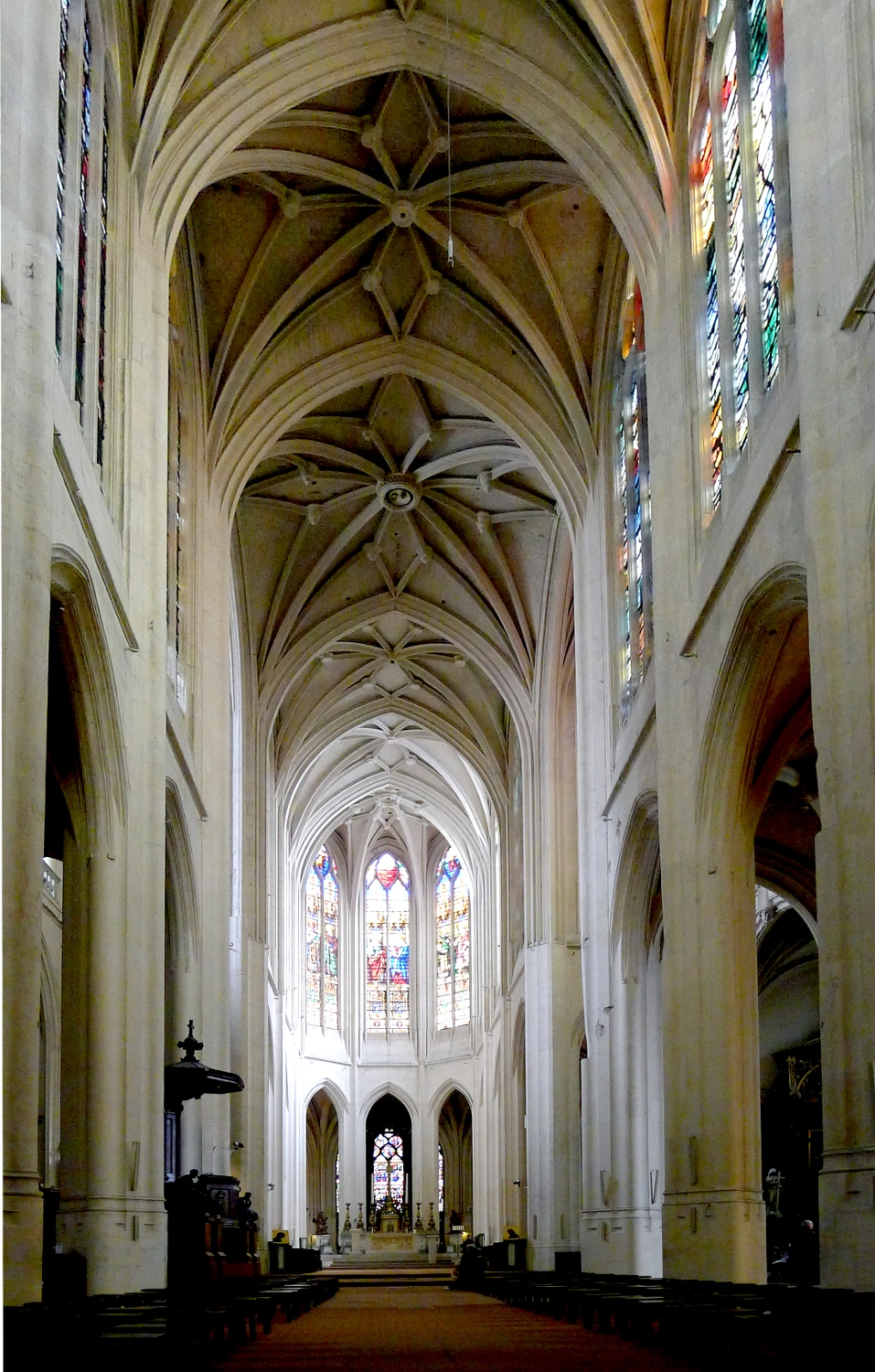
サン＝ジェルヴェ・サン＝プロテ教会の内部
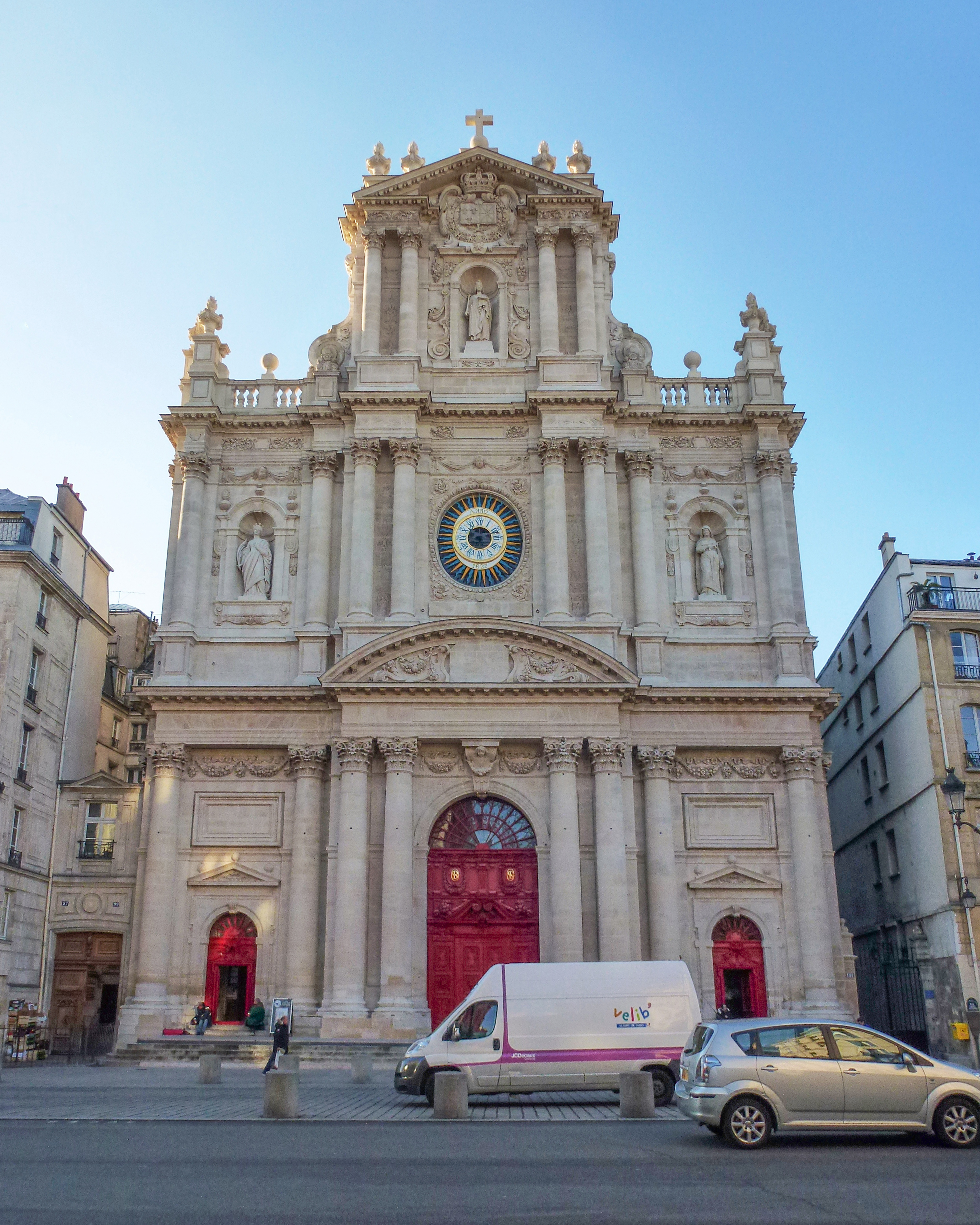
サン＝ポール・サン＝ルイ教会
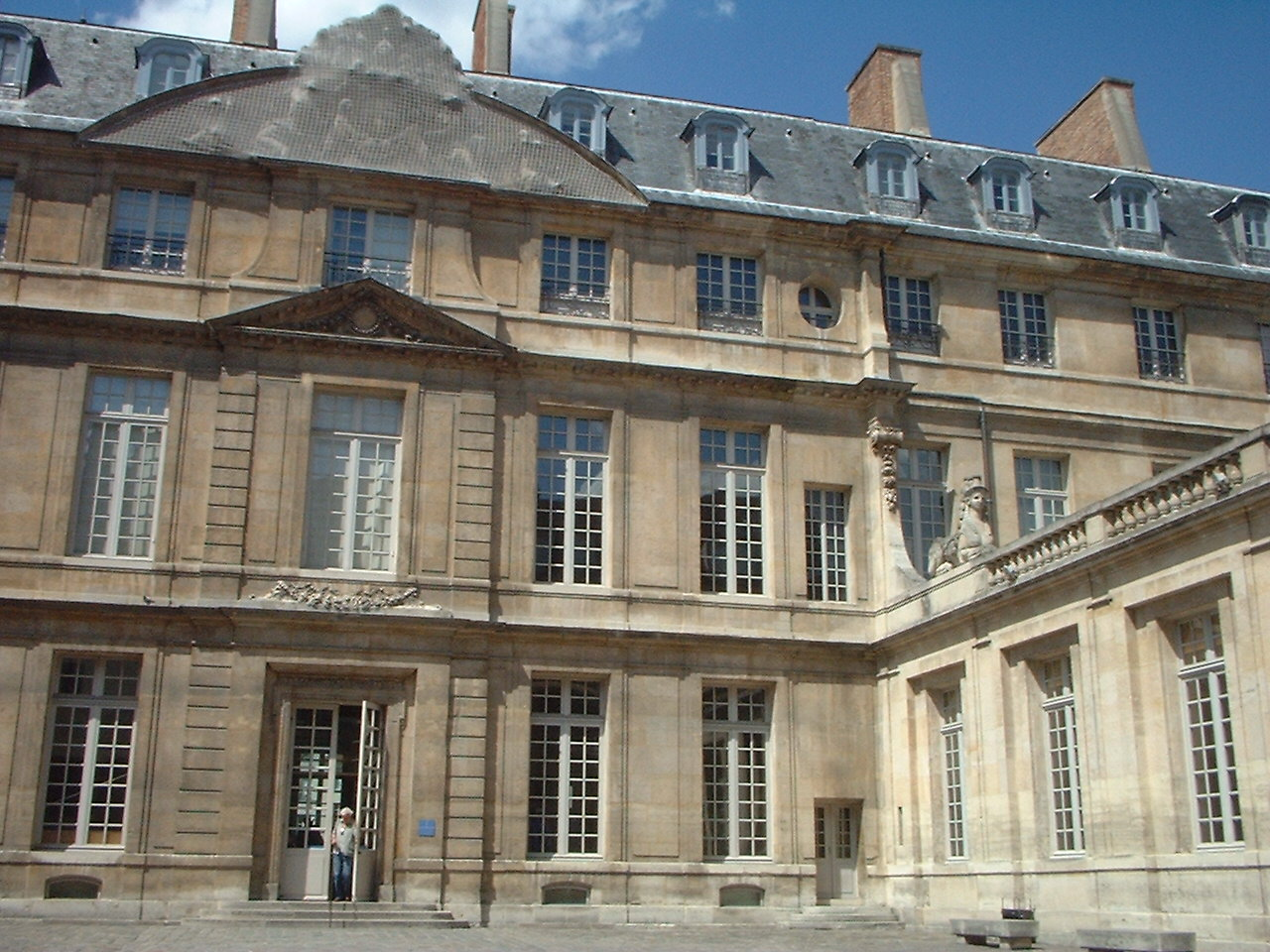
サレ館(Hôtel Salé) (ピカソ美術館)
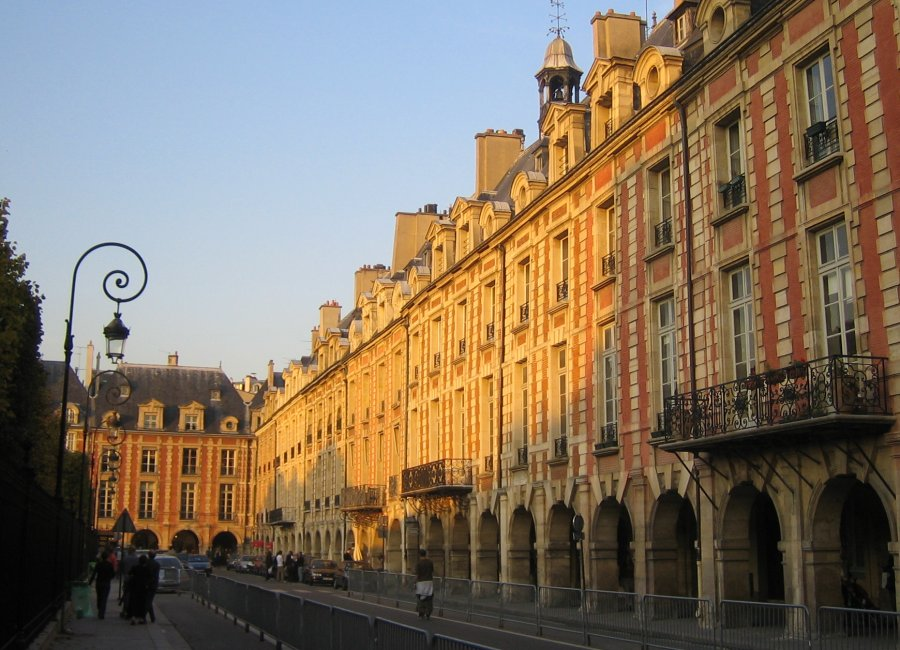
ヴォージュ広場
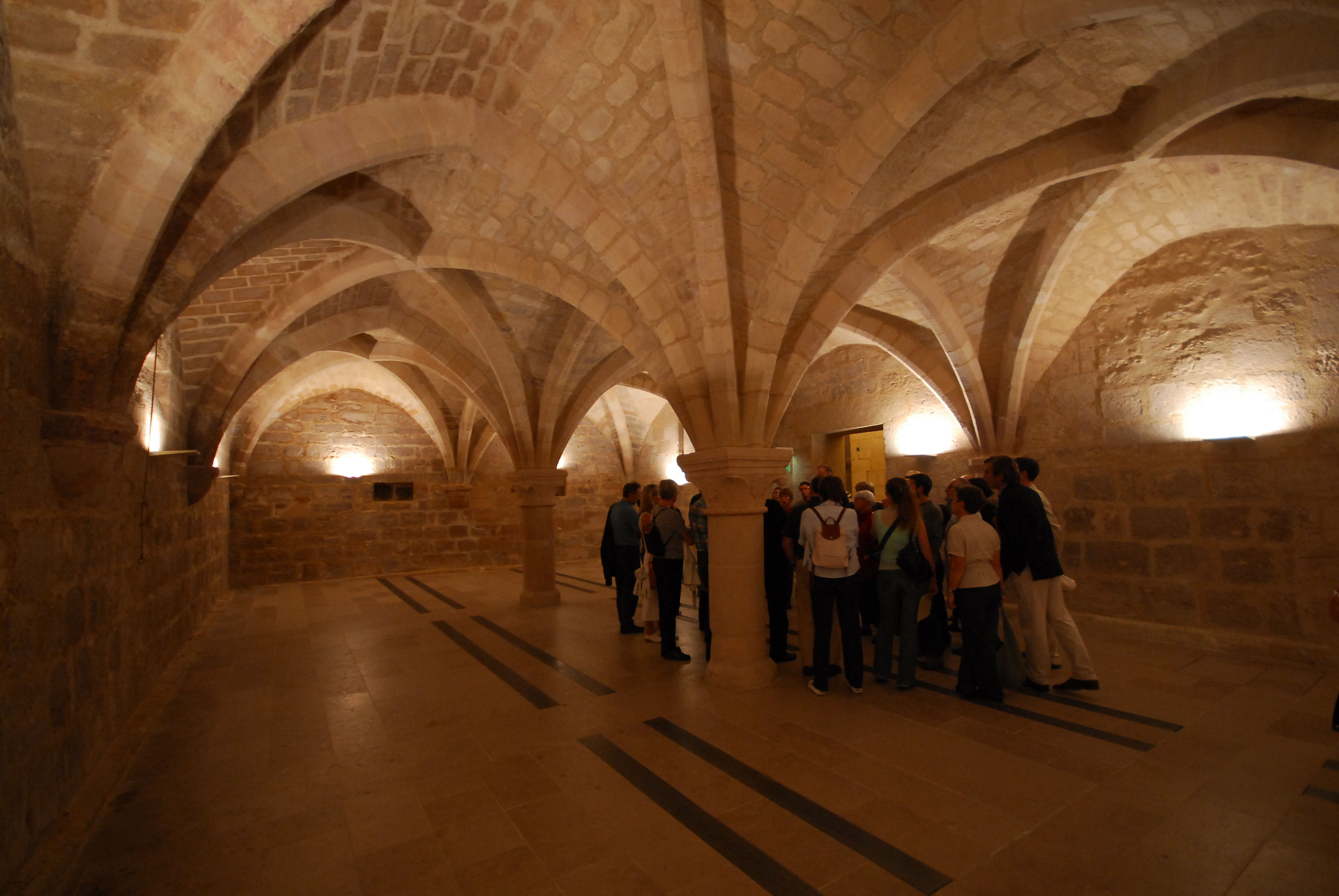
Hôtel de Beauvaisの中世の地下室
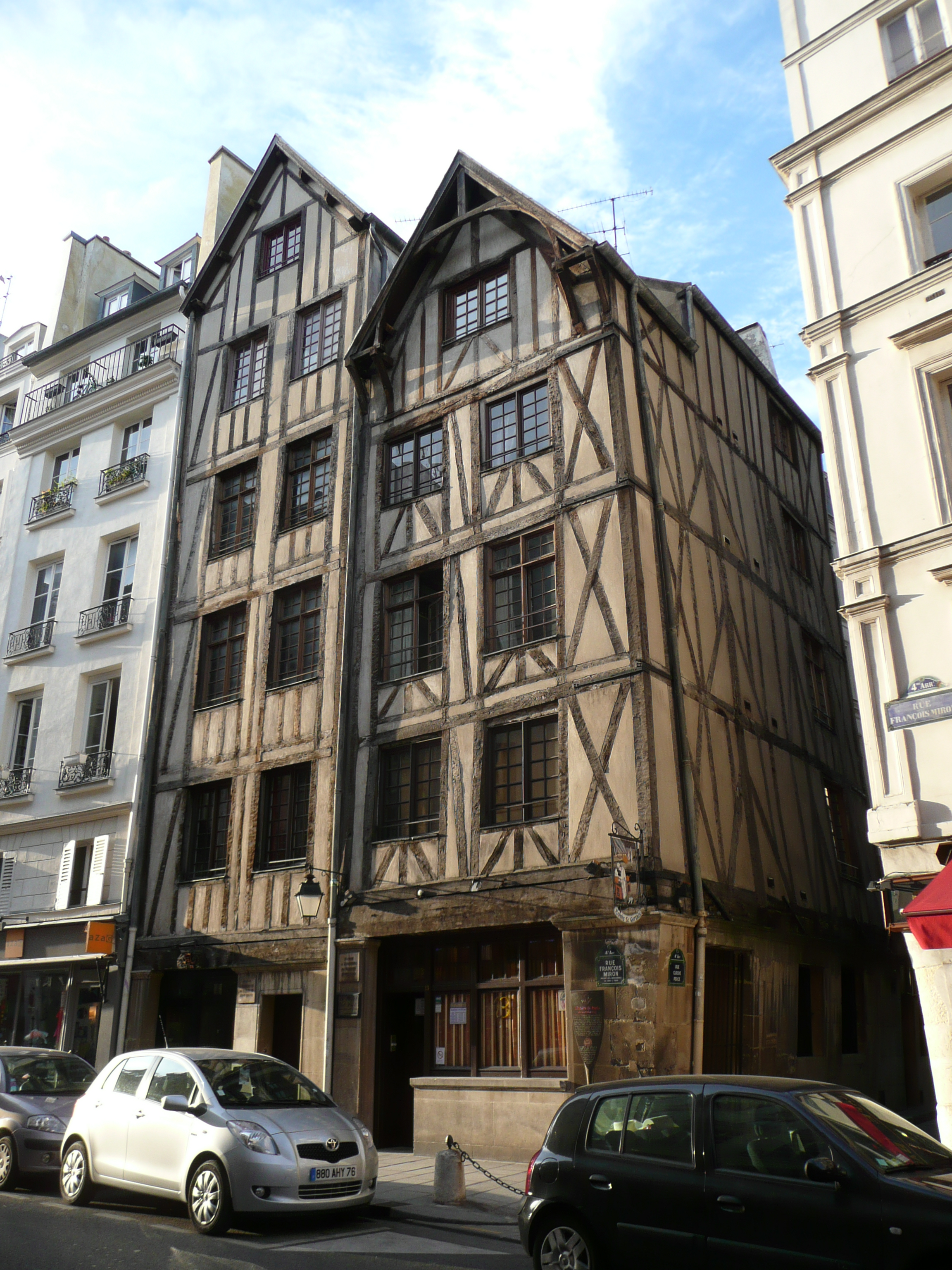
ミロン通りの中世の住宅
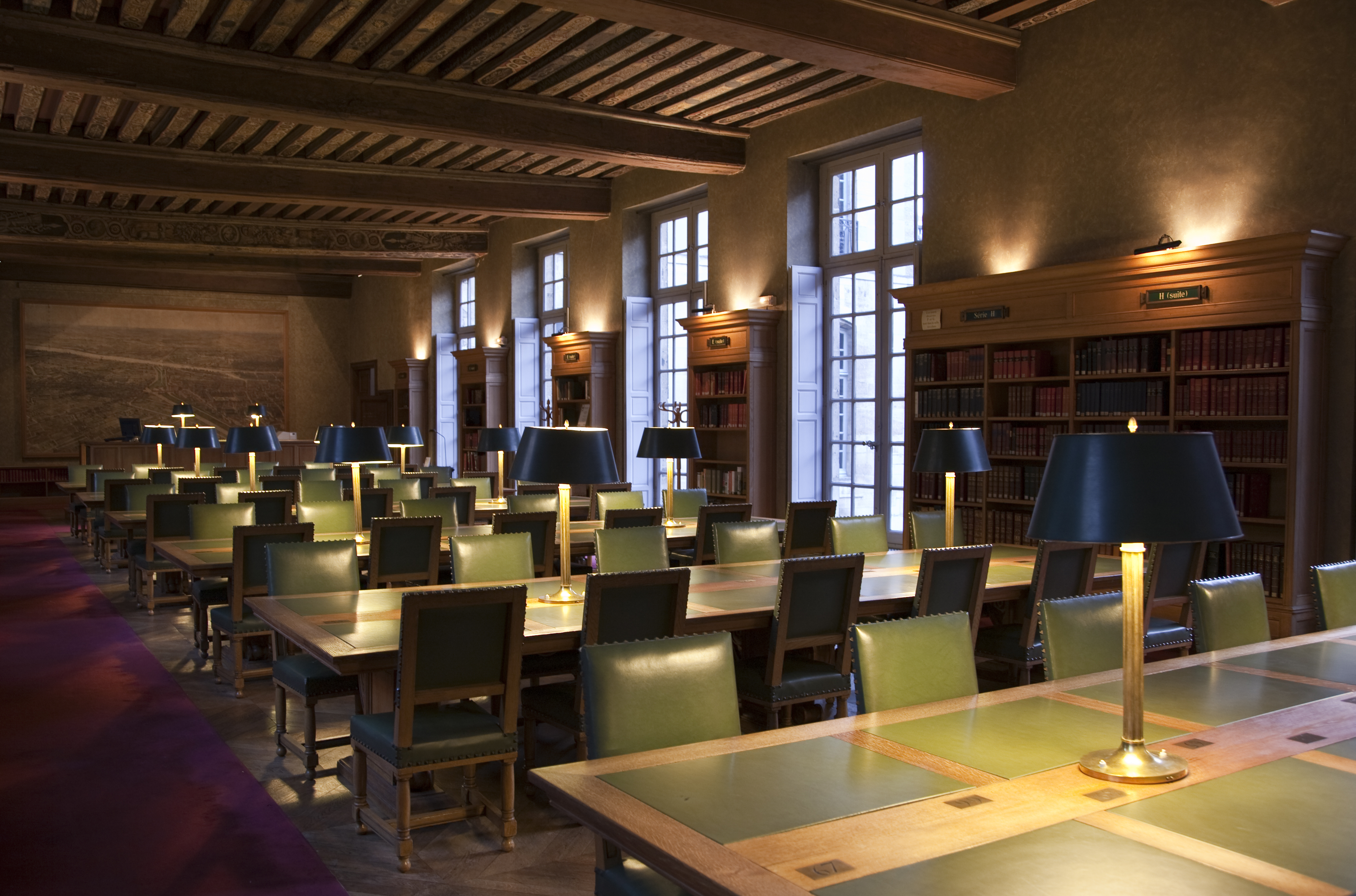
パリ市歴史図書館の閲覧室
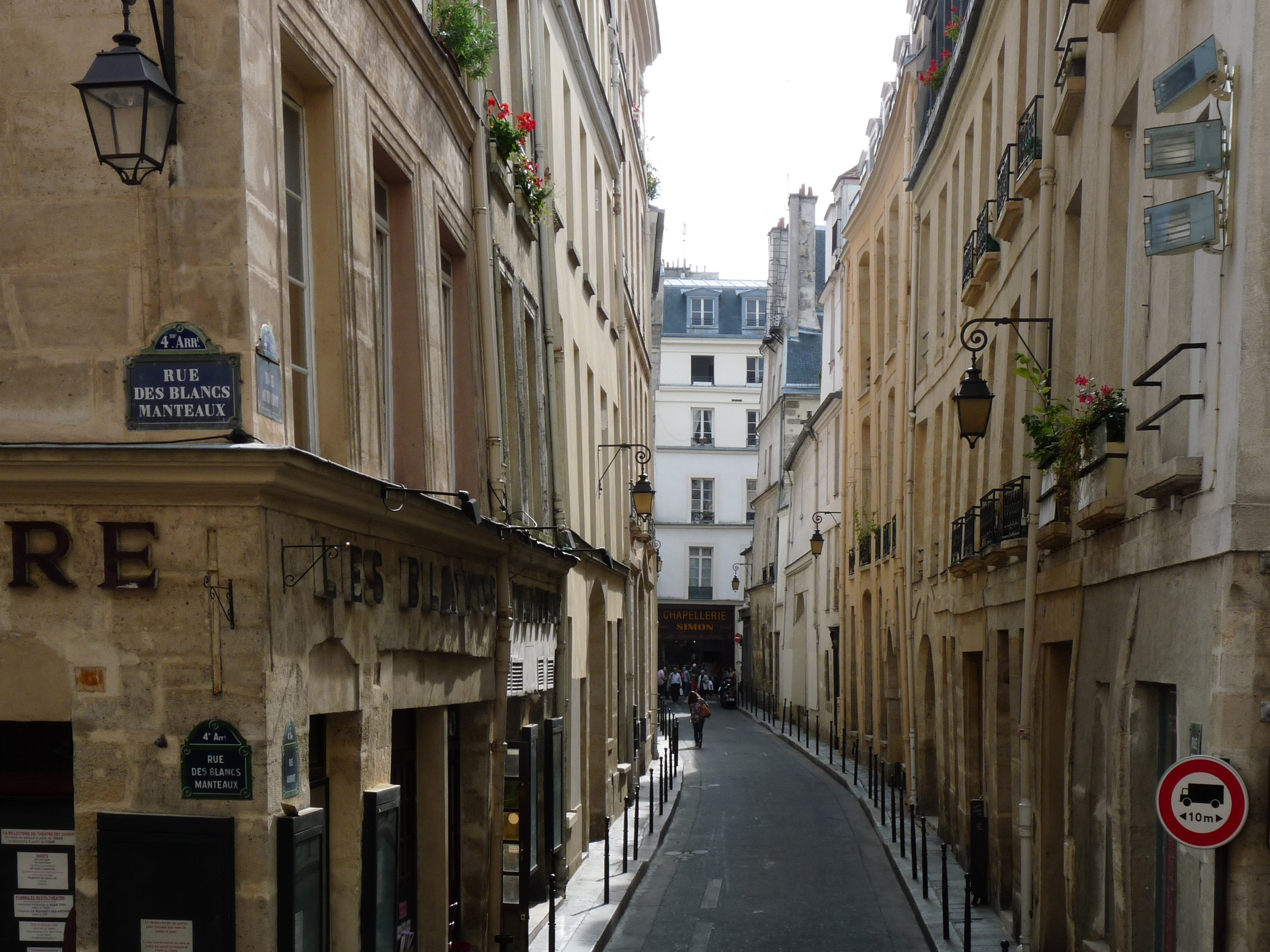
オーブリオ通りの眺め
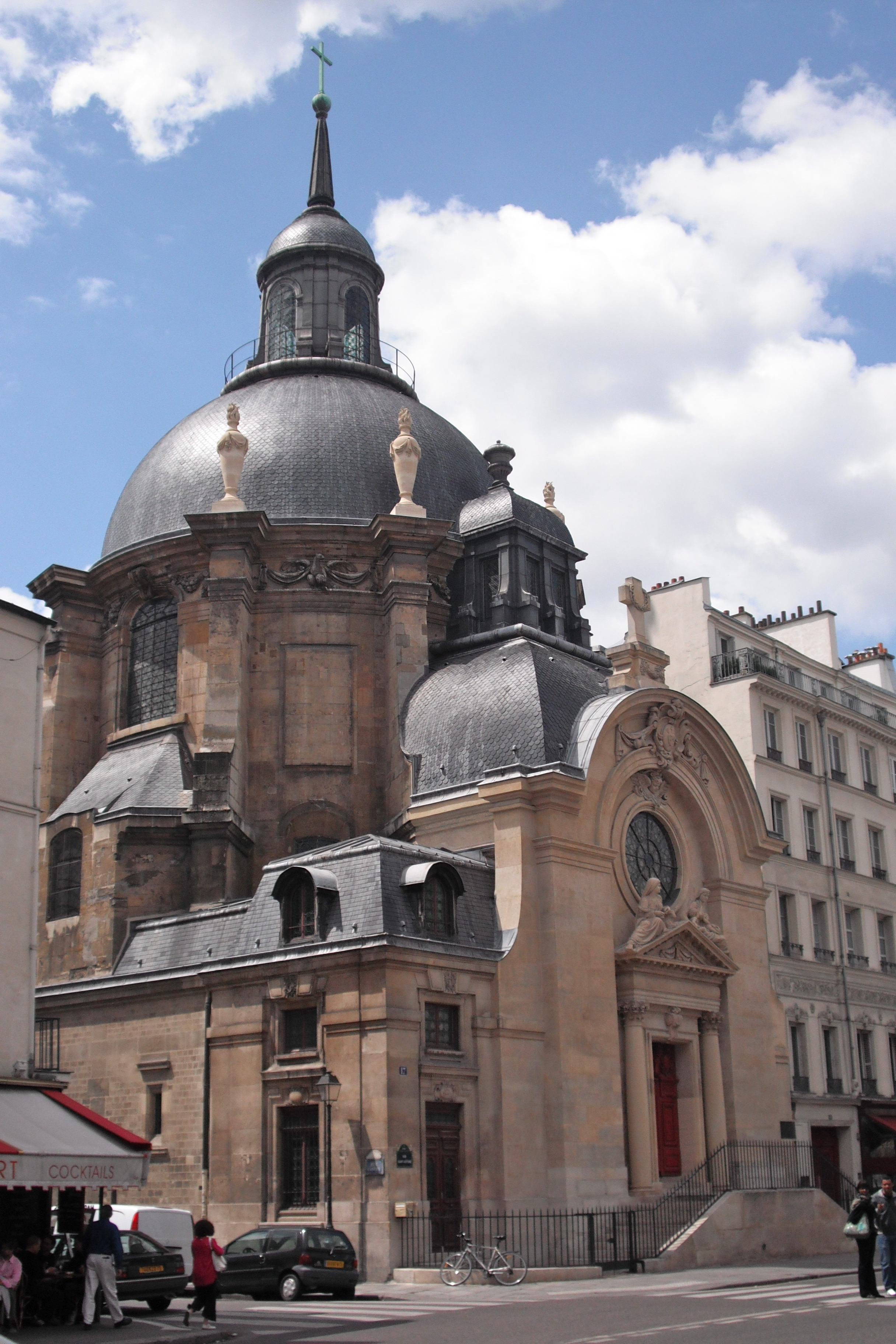
プロテスタント教会であるマレ寺院